# 모란봉악단
모란봉악단(牡丹峰樂團, 영어: Moranbong Band)은 조선민주주의인민공화국의 전자악단으로, 여성으로만 구성되어 있으며 2012년 7월 6일 첫 시범공연을 가졌다. 모란봉악단 단장 현송월의 2014년 5월 17일 로동신문 기고에 의한다면 악단의 이름 모란봉은 김정은 당시 국방위원회 제1위원장이 직접 지어준 것이라고 한다.
조선중앙통신은 2012년 7월 "김정은동지께서 문학예술부문에서 혁명을 일으키기 위한 원대한 구상을 안고 새 세기의 요구에 맞는 모란봉악단을 친히 조직해 주시였다"고 보도했다. 김정은의 모란봉악단에 대한 관심과 지도는 제9차 전국예술인대회에 즈음한 2014년 5월 17일 로동신문의 보도 특히 단장 현송월, 부단장 장정애, 바이올린 연주자 차영미의 기고문에 놀라울만큼 자세하게 나와있다.
첫 공연에서 모란봉악단은 하이힐과 미니스커트 차림의 여성들이 영화 '록키' 주제곡과 '마이 웨이(My Way)'를 연주하고, 미키 마우스와 백설 공주 같은 미국 만화 주인공들이 출현하는 파격적인 무대를 보여주었는데, 이러한 모습은 스위스 유학 경험이 있는 김정은과 은하수관현악단 가수 출신인 '감각 있는' 퍼스트 레이디 리설주가 뒤에 있었기 때문에 가능하지 않았을까 하는 관측도 있다.
조선민주주의인민공화국 내각의 문화상 박춘남은 로동신문 2016년 5월 8일 자에서 모란봉악단은 노래소리 높은 곳에 혁명의 승리가 있다는 이치를 구현한 이른바 음악 정치의 전위대로서 노동당의 선군정치를 뒷받침하여 이른바 주체혁명의 새 시대를 선도해나가는 사상 전선의 기수라고 주장했다.

## 악단의 시작

### 창단 배경
"나의 첫 사랑은 음악"이라는 유명한 인생지론을 갖고 있던 김정일 국방위원장은 "음악은 정치에 봉사해야 한다. 정치가 없는 음악은 그 향기가 없는 꽃과 같으며, 음악이 없는 정치는 그 심장이 없는 정치와 같다."라고 규정하였다. 나아가서 북측의 매체 '우리민족끼리'는 김정일이 "인류 정치사상 최초로 음악정치라는 새로운 경륜을 창조하고 또한 그것을 빛나게 현실화한 위대한 정치가"라고 찬양하였다. 다시 말해 북한의 음악은 유일사상과 부자세습 체제의 구축을 위한 도구로 사용되고 있으며 또한 그 목적은 인민들에게 사회주의에로의 투쟁을 고무시켜 주고 계급교양 및 선전선동의 수단으로 사용하는데 있다고 한국예술종합학교 음악원 민경찬 교수는 설명하였다.
정창현 국민대 겸임교수는 정치적인 해석으로 모란봉악단의 결성은 김정일시대의 음악정치를 김정은시대에 계승 발전시키려는 의도가 있다고 분석하였다. 다시 말해 김정일시대의 음악정치가 이른바 조선식 전자음악을 연주한다는 왕재산경음악단(1983년 창단, 그후 왕재산예술단으로 변경)과 보천보전자악단(1985년 창단) 그리고 조선식 팝스오케스트라인 은하수관현악단(2009년 창단)으로 대표된다면 김정은시대의 음악정치는 2012년 모란봉악단으로 그 화려한 시작을 보여준다고 말할 수 있다.
북한에서는 김일성의 항일무장투쟁 시기를 음악정치의 시원으로 보는데 김일성이 "항일혁명투쟁의 불길 속에서 혁명음악의 전통을 이룩하여 주체음악예술의 일대 개화기가 마련되었다"는 것이다. 또한 음악정치라는 용어는 2000년 2월 평양의 인민무력성 집회에서 처음 등장하였는데 이 집회에서 총정치국장인 조명록을 비롯한 인민군 고위 장성들은 토론에서 "지금 우리 식의 특이한 음악정치가 펼쳐지고 있다"라고 주장하였다. 즉, 음악정치는 김정일이 음악을 사상이나 총대처럼 중요시하고 음악으로 전체 주민을 하나로 묶어서 그 위력으로 혁명의 승리를 거두었다는 것이다. 바꾸어 말한다면, 독재는 자신의 체제를 유지하고 공고하게 만들기 위해 통제와 폭력은 물론 대중의 취향을 동일화하는 전략도 취하는데 음악이 독재자와 만나는 지점이 바로 여기이며, 음악을 통해 독재자는 대중의 생각과 행동을 획일화하는 한편 집단적 정체성에 강한 에너지와 열정을 부여한다는 것이다. 또한 그들은 음악가들에게 독재 체제가 지향하는 이데올로기를 대변하는 작품들을 만들도록 요구하며, 이렇게 만들어진 작품들을 통해 대중의 가치와 의식을 조종한다고 민은기 서울음대 교수는 그의 저서 《독재자의 노래》에서 설파하였다.

### 파격적인 첫 시범공연
김정일 시대에 도입되기 시작한 전자악기는 모란봉악단에서 더욱 새롭게 등장하였다. 모란봉악단은 첫 무대에서 전기 바이올린 3명과 전기첼로 1명의 현악 4중주단을 중심으로 전기 기타/베이스 각 1명, 드럼 1명, 색소폰 1명, 피아노 1명, 전자건반악기(신디사이저) 2명의 연주자들과 가수 6명으로 이루어진 공연을 선보였다. 모란봉악단 공연이 주목을 받은 것은 그 화려한 조명과 무대장치, 현대적 전자악기, 여성단원들의 패션과 헤어스타일 등 기존의 북한 공연과는 뚜렷한 차이를 보였기 때문이다. 첫 무대였던 2012년 7월의 시범공연은 많은 사람들의 관심을 불러 일으켰는데, 공산주의 폐쇄국가인 북한에서 자본주의의 상징인 디즈니 영화의 주인공 인형들이 무대에 등장하고 '원쑤'의 나라인 미제국주의 상업영화 '록키'의 영상을 무대 대형 스크린에 보여주고 주제곡까지 연주하였다. 미제국주의의 사상문화적 침투를 단속하고 통제했던 북한으로서는 생각조차 할 수 없는 변화였다.
전영선 건국대 교수는 "모란봉악단의 파격적인 행보는 주민들에게 김정은 시대에는 달라질 수 있다는 변화의 메시지를 줄 수 있다"며 "젊은 새로운 지도자상, 새로운 시대에 대한 기대감을 증폭시키는 데 활용되는 것"이라고 말했다. 북측 언론보도에 따르면, 김정은은 모란봉악단의 첫 시범공연에 대하여 "공연의 주제와 구성으로부터 편곡, 악기 편성 그리고 연주 기법과 형상에 이르기까지 모든 음악요소를 기성 관례에서 벗어나 대담하게 혁신하였다"고 평가했으며 또한 노동신문은 "당의 음악정치를 최일선에서 받들어 가는 모란봉악단은 사회주의 강성국가 건설의 최후 승리를 위한 제1나팔수다"라고 보도하였다.

모란봉악단의 로고. 일렉트릭 바이올린을 휘감는 오선지 그림이다.

북한의 음악은 혁명성과 인민성, 정치성을 추구한다는 점에서 사회주의 국가에서 공통적으로 나타나는 음악예술의 원칙과 크게 다르지 않지만 지도자 개인의 찬양과 우상화 추구를 위한 대중매체로 변질된 것은 또 하나의 특징이라고 말할 수 있다. 예를 들어 모란봉악단을 상징하는 로고는 2012년 10월 10일 노동당 창건 67주년 경축공연에서 처음으로 공개되었다. 단원들의 군복 오른쪽 상단 부분에 큼지막한 금색의 배지가 처음으로 모습을 드러냈는데 일렉트릭 바이올린을 휘감는 오선지 모양이었고 오선지에는 두 마디의 악보가 그려져 있었다. 단원들은 이 배지를 드레스 혹은 군복 등의 공연의상과 관계없이 항상 오른쪽 가슴 상단에 달고 무대에 올랐다. 많은 사람들은 모란봉악단의 로고에 담긴 그 악보가 도대체 어떤 노래일까 궁금했지만 다름 아닌 바로 김정일을 우상화하고 찬양하는 '김정일 장군의 노래' 첫 소절 부분으로 규명되었다.
또한 2015년 10월 18일, 노동당창건 70주년을 기념하는 청봉악단의 평양 공연 마지막 날에 김정은, 리설주 부부는 모란봉악단의 단원들과 함께 이 공연을 관람하고 공연장인 인민극장의 현관 홀에서 모란봉악단의 지도부 그리고 단원들과 함께 기념사진을 찍었는데, 이 사진에서 인민극장 현관 홀에도 마찬가지로 '김정일 장군의 노래' 악보 첫 부분과 마지막 부분이 벽에 커다랗게 부조되어 있는 것이 발견되었다. 민은기 서울음대 교수는 저서 《독재자의 노래》에서 예술로서의 음악이 아닌 이러한 지배의 수단으로 전락해버린 음악을 비판하였다.

## 첫 시범공연 이후

### 악단의 한계
모란봉악단의 파격적인 시범공연은 놀라움 그 자체였다. 해외 유학을 경험한 젊은 지도자 김정은과 '감각있는' 퍼스트 레이디 리설주가 새로운 시도를 보여주었다는 관측이 있었지만 그 이상 나아가지는 못하였다. 이후 모란봉악단의 신곡은 '불타는 소원'(2012년), '우리는 당신밖에 모른다'(2013년), '그이 없인 못살아'(2013년), '자나 깨나 원수님 생각'(2014년), '날아가다오 그리운 내 마음아'(2014년),  '우리의 김정은 동지'(2015년), '김정은장군께 영광을'(2016년), '아버지라 부릅니다'(2017년) 등 김정은에 대한 찬양과 충성을 맹세하는 가사 내용이 주를 이루었다. 가장 최근에 발표된 '아버지라 부릅니다'는 악단의 가수 류진아가 2014년 5월 노동신문에 기고한 적이 있었던, 김정은을 아버지라 부르고 싶었다는 내용을 모티브로 삼은 듯 같은 제목이기도 하다.

2013년 12월 21일 로동신문 1면의 김정은 찬양노래 표지기사

2013년 12월 21일 노동신문은 1면 전면에 김정은을 찬양하는 노래 '그이 없인 못 살아'라는 신곡 악보를 김정은 사진과 함께 컬러로 실었는데, '우리의 운명 김정은 동지, 그이 없으면 우린 못 살아'라는 비장한 가사로 끝나는 노래 악보에는 '절절하게 부르라'는 주문이 쓰여 있다. 또한 노동신문은 다음 날에는 1면에 이 노래에 대한 반응을 보도하였는데 노래가 김정은을 지칭하는 '경애하는 원수님'만을 하늘처럼 굳게 믿고 사는 천만군민의 민심을 반영했다고 주장하였다. 결론적으로 모란봉악단은 김정은의 음악정치, 그 선봉에서 최고의 역할을 떠맡고 있는 셈이다.
2017년 4월 북한의 내각 기관지 민주조선은 "제국주의 사상 문화적 침투 책동에 주동적으로 대처하여야 한다"는 제목의 글에서 반동적 사상 문화가 제국주의의 침략 주역으로 나섰다고 강조하며 중동과 유럽, 아프리카 등에서 벌어진 '색깔 혁명' 즉, 정권교체 혁명을 거론하고 제국주의 사상적 침투가 심각한 혼란과 파국적 위기를 가져왔다고 강변하였다. 2012년 7월 모란봉악단의 첫 공연에서 미 제국주의 상업영화 주제가와 그 캐릭터 인형들을 선보인 것과는 전혀 다른 기조가 아닐 수 없다.

### 악단의 변화
2012년 7월 6일의 첫 시범공연에서 모란봉악단은 1시간 40분의 공연시간 동안 상당한 부분을 할애하여 클래식 음악뿐만 아니라 미국의 상업영화 주제가들을 포함하는 많은 외국음악을 연주하였다. 하지만 첫 공연 이후 외국의 클래식 음악을 제외한 미국의 상업음악들은 다시는 연주되지 않았다. 외국 클래식 음악도 지금까지의 30여 차례 이상의 공연에서 3-4번 정도 볼 수 있을 정도로 축소되었다. 그 비워진 공간에는 당과 영도자 그리고 체제를 찬양하는 노래들로 채워졌음은 물론이다.
경음악 <차르다쉬>(외국곡) Vittorio Monti <Csardas>,
경음악 <싸바의 녀왕>(외국곡) Michel Laurent <La Reine De Saba>,
경음악 <별의 세레나데>(외국곡) Paul de Senneville <Coup De Coeur>,
경음악 <뻬넬로뻬>(외국곡) Paul Mauriat <Penelope>,
경음악 <이제 곧 날아오르리>(외국곡) 영화<Rocky> 주제가<Gonna Fly Now>,
경음악 <장밋빛을 띤 미뉴에트>(외국곡) Paul Mauriat <Minuetto>,
경음악 <나의 길>(외국곡) Claude Francois·J. Revaux 작곡 Paul Anka 작사 <My Way>,
경음악과 노래 <세계동화명곡묶음>
① <세상은 좁아> Richard M. Sheman and Robert B. Sheman <It’s a small world>(작은 세상),
② <톰과 제리>영화<Tom And Jerry> 주제가,
③ <언젠가 꿈속에서>영화<Sleeping Beauty> <Once Upon a Dream>,
④ <곰아저씨 뿌>영화<Winnie the Pooh> 주제가,
⑤ <비비디바비디부>영화<Cinderella> <Bibbidi Bobbidi Boo>,
⑥ <미키 마우스 행진곡>티비쇼< The Mickey Mouse Club> 주제가,
⑦ <꿈은 마음속으로 바라는 것>영화<Cinderella> <A Dream is a Wish Your Heart Makes>,
⑧ <미인과 야수>영화<Beauty And The Beast> 주제가,
⑨ <언젠가는 나의 왕자님이 찾아오리>영화<Snow White And The Seven Dwarfs> <When you wish upon a star>,
⑩ <백설공주와 일곱난쟁이>영화<Snow White And The Seven Dwarfs> 주제가,
⑪ <백조의 호수>발레<Swan Lake> 주제가,
⑫ <세상은 좁아>,
경음악 <집씨의 노래>(외국곡) Pablo de Sarasate <Zigeunerweisen>,
시범공연에서 연주되었으나 녹화영상에서 제외된 음악 ⓐ 경음악 <결투>(외국곡) 팝송<The Duel> ⓑ 경음악 <승리>(외국곡) 랩송<Victory> ⓒ 경음악 <달라스>(외국곡) 컨츄리송<Dallas>
첫 시범공연에서 악단 멤버들은 모두 드레스 차림으로 공연하였다. 악단의 핵심 현악 4중주단은 1부에서 어깨 또는 등이 노출되는 화려한 보랏빛 드레스를 입었으며, 2부에서는 무릎 위 짧은 검은 드레스 차림이었다. 현악 4중주단을 제외한 나머지 연주자들은 1, 2부 동일하게 흰 드레스가 공연의상이었다. 6명의 가수들은 화려한 한복으로 시작하여 무려 4종류의 서로 다른 드레스를 번갈아 입고 노래를 불렀다. 하지만 그 후 모란봉악단의 공연의상은 군복으로 바뀌게 된다. 예외가 있었다면 2012년 7월 28일 공연의 2부, 2013년 1월 1일 공연 그리고 2014년 3월의 공연뿐이었다.
모란봉악단은 공연 성격에 따라서 다양한 종류의 군복의상으로 무대에 오르는데 모란봉악단 부단장 김운룡에 의한다면 악단의 전체 단원들이 군복을 입도록 김정은이 '은정어린 조치'를 내려준 것이라고 한다. 하지만 여러 군사제복을 입어도 비교적 짧은 스커트와 하이힐은 변하지 않았다. 또한, 머리 모양 역시 초기와 다르게 변화를 보여주게 된다. 첫 공연에서 가수 몇몇을 제외한 대부분의 연주자들은 어깨 아래까지 내려오는 긴 머리 스타일을 보여주었으나 2013년 1월 1일 공연을 마지막으로 이후에는 모두 짧은 단발머리로 바뀌게 된다.

2012년 7월 28일 파블로 데 사라사테(Pablo de Sarasate)의 치고이너바이젠(Zigeunerweisen)을 연주하는 모란봉악단의 현악 4중주단(왼쪽부터 선우향희, 홍수경, 차영미, 유은정)

첫 시범공연에서 선우향희(바이올린), 홍수경(바이올린), 차영미(바이올린), 유은정(첼로)의 현악 4중주단은 모란봉악단의 중심이었다. 그들은 무대 중심에서 그리고 무대 전면을 누비며 몬티(V. Monti)의 차르다시(Czardas), 파블로 데 사라사테(Pablo de Sarasate)의 치고이너바이젠(Zigeunerweisen)과 같은 현악 4중주를 들려주었다. 다른 연주자들의 의상이 1, 2부 동일하게 흰 드레스이었지만, 현악 4중주단은 1부에서는 화려한 보랏빛 드레스 2부에서는 짧은 검은 드레스를 입어서 다른 연주자들과 차별화된 모습을 보여주기도 하였다.
보통 오케스트라의 악장이 제1바이올린 파트의 수석 연주자이듯 제1바이올린 선우향희도 모란봉악단의 악장으로서 곡을 진행하였다. 공연이 끝나고 악단의 단원들이 김정은과 청중들에게 마지막 인사를 할 때도 무대 전면에 위치하였던 가수 6명은 뒷걸음질로 현악 4중주단에게 전면을 양보하고 현악 4중주단이 무대 제일 앞에서 인사를 하는 풍경을 보여주었다. 하지만 그 후 선우향희가 악단을 떠나면서 현악 4중주단은 악단의 중심이 아니라 악단의 한 요소로 전락하는 듯 보였으며 이후 어느 공연에서는 무대 전면이 아닌 무대 측면의 뒷줄에 자리 잡는 '굴욕'을 보여주기도 하였다.
모란봉악단은 단장 현송월이 2014년 5월 노동신문 기고에서 밝힌 것처럼 초기에는 세계적으로 유명한 악단들이 내놓은 명곡 작품들도 형상해보고 창작가들은 경음악에 대한 세계적인 발전 추세도 연구하였으며 또 명성 높은 악단들의 운영과 활동방식에 대하여 파악하느라 애썼다고 한다. 즉, 모란봉악단은 보천보전자악단을 계승하는 경음악단이 그 시작점이었다. 그러나 폭발적인 인기와 그 파급력은 모란봉악단을 단순한 여성밴드로 머무르게 하지 않았다. 김정은은 모란봉악단의 기본사명이 "혁명과 건설을 추동하는 힘 있는 무기가 되는 것"이라고 정리해주었으며 이후 악단은 초기에 보여주었던 모란봉악단만의 단독 공연이 아닌, 조선인민군공훈국가합창단과의 합동공연이 주를 이루게 된다. 선군정치의 이념을 뒷받침하는 이른바 주체혁명의 새 시대를 선도해나가는 사상전선의 기수로 확실하게 자리매김하게 된 것이다. 2015년 1월 이후 지금까지 모란봉악단은 연회 공연을 제외한 대부분의 공연에서 조선인민군공훈국가합창단과 합동으로 무대에 오르게 된다.

## 악단의 평가와 위상
모란봉악단의 공연이 조선중앙TV를 통해 녹화방송되면 평양의 거리는 사람들의 모습이 사라지고 상점들은 문을 닫았다는 현지 방문객의 증언이 있었다. 또한 조선중앙TV 등 북한방송은 모란봉악단의 공연을 뮤직 비디오처럼 편집해 보여주고 있을 뿐만 아니라 평양 시내의 대형 스크린 그리고 고려항공의 기내 스크린에서 조차 자주 나오는 것은 모란봉악단의 공연 영상이었으며, 미국 NBC TV의 앵커인 레스터 홀트가 2018년 1월 북한의 마식령 스키장을 단독 취재했을 때에도 스키장의 슬로프 입구에 설치된 대형 스크린에서는 모란봉악단의 공연 장면을 보여주고 있었다.
기성의 틀과 관례를 벗어난, 여성들로만 이루어진 모란봉악단에 대하여 북측 매체들은 "자기의 고유한 얼굴과 막강한 창작실력을 가진 멋쟁이악단, 새 세기 선군조선의 예술을 대표하고 선도하는 관록있는 예술단체"라고 평가하였다. 그뿐만 아니라 2013년 1월 3일 노동당 중앙위원회와 노동당 중앙군사위원회, 조선민주주의인민공화국 국방위원회는 당의 문예정책 관철에서 선봉적 역할을 훌륭히 수행한 모란봉악단의 창작가, 예술인들에게 감사문을 전달하는 모임을 가졌다고 북측 매체는 보도하였다. 국가의 최고 권력기관에서 특정 음악단체에 공개적인 감사의 뜻을 표현한 것은 흔치 않은 일임이 분명하다.
2013년 8월 어린이의약품 지원 건으로 평양을 방문하였던 SBS 오기현 PD의 증언에 의하면, 북한 주민들은 악단 리더인 바이올리니스트 '선우향희'를 최고의 스타로 여긴다고 한다. 이른바 북한의 아이돌 스타인 것이다. 예전에는 '휘파람'을 부른 전혜영 또는 '반갑습니다'의 이경숙 등 가수들이 최고 인기였었는데, 오 PD는 연주자가 스타로 떠오른 것이 이례적이라고 부연하였다.
2014년 3월 일반에게 공개된 모란봉악단의 공연에 대한 북한 주민들의 관심과 반응은 폭발적이었다. 노동신문은 공연 첫날 5,000석 규모 4.25문화회관이 초만원을 이루었으며, "모란봉악단 공연 관람 열풍으로 수도 평양이 흥성인다"라는 제목의 글에서 "국가예술공연국으로 매일같이 공연 관람과 관련된 전화가 빗발치고 있다"고 보도하였다. 또한 2014년 5월 제9차 전국예술인대회를 맞아 노동신문은 "전국을 들었다 놓고있는 모란봉악단의 음악 포성, 노래 포성은 문학예술의 견인력과 감화력이 얼마나 큰 가 하는 것을 뚜렷이 보여주고 있다"며 "당은 문학예술 부문의 창작가, 예술인들이 모란봉악단의 창조정신과 투쟁기풍을 적극 따라배울 것을 요구하고 있다"고 보도하였다. 모란봉악단은 문예부문의 모든 사람에게 있어서 모범이 되는 대상이라는 것이다.
이우영 북한대학원대학교 교수는 2015년 11월 26일 국가안보전략연구원이 주최한 '김정은 정권 4년 평가와 남북관계 전망' 학술회의에서 서구의 전자음악 특히 록이나 팝 음악에 대하여 자본주의 문화로 비판하였던 북한이 80년대 이후에는 보천보전자악단이나 왕재산경음악단을 만들어서 새로운 문화흐름을 수용하기 시작하였던 것처럼 사회문화적 상황이 변화하는 경우 문화정책도 일정 부분 새로운 조건에 부합하는 방향으로 정책을 수정하여 왔는데 이러한 정책변화를 상징하는 것이 모란봉악단이라고 설명하였다. 외부문화의 유입확대, 주민들 특히 젊은 세대의 문화취향 변화는 북한판 걸그룹이라는 문화정책적 대응을 가져왔다는 것이다. 김정은이 새 세기의 요구에 맞는 모란봉악단을 친히 조직해 주었다는 조선중앙통신의 보도는 바로 이러한 대응을 설명해주고 있다. 한편 노동신문은 2017년 11월 3일 자에서 새것에 민감하고 진취적인 청년들에 대한 사상교양사업에 깊은 관심을 돌려야 하며 제국주의자들이 감행하는 사상문화적 침투책동에서 첫째가는 대상은 청년들이라고 주장하였다. 청년들에 대한 사상교양사업을 홀시하면 청년들이 쉽게 날라리 바람에 말려들 수 있으며 사회의 우환거리로 될 수 있다는 것이다.
강원도 원산농업대학 입구의 느티나무 옆에는 "청년대장 김정은 동지께서 보아주신 느티나무"라는 비석이 세워져 있고 또한 2016년 9월의 원산 에어쇼에서 공개된 북한공군 여자 조종사들의 미그21 전투기에는 "경애하는 최고사령관 김정은동지께서 보아주신 비행기"라는 붉은 명판이 붙어 있었다. 김정은에 대한 우상화는 이렇듯 상상을 초월하고 있는데 김정은은 모란봉악단의 공연을 직접 관람한 횟수만도 수십 차례 이상이었다. 단장 현송월의 2014년 5월 노동신문 기고에 의한다면 김정은은 모란봉악단 사업을 지도하기 위하여 깊은 밤 또는 이른 새벽 그리고 명절날, 일요일에 나온 적이 더 많았다고 한다. 심지어는 자정이 깊은 밤에 나온 김정은을 새벽녘에 바래다준 적이 있었다고도 한다. 최고 영도자가 이렇게 세심한 지도와 많은 관심을 보여 주었다는 사실은 악단이 그 어떤 것과도 비교할 수 없는 최고의 위상을 가지고 있다는 것을 말해준다.
노동신문은 2014년 5월 19일 사설에서 모란봉악단이 "우리 당의 친솔악단, 국보적인 예술단체"라고 주장하였으며, 2015년 5월 14일 1면의 "모란봉악단의 진군나팔소리"라는 제목의 글에서는 "모란봉악단의 음악에 바로 당의 목소리, 시대와 혁명의 요구가 담겨져있으며 우리 군대와 인민이 어떤 정신과 투쟁기풍, 창조방식으로 최후승리를 위한 총공격전을 다그쳐야 하는가를 가르쳐주는 투쟁과 생활의 교과서와도 같다"라고 강조하였다. 이것은 그동안 악단을 문화예술분야의 모범대상으로 부각시켜왔던 것에서 한층 더 나아가 '혁명 과업'의 최전선에서 군대와 인민을 이끄는 존재로 그 의미를 부여한 것이다. 또한, 신문은 같은 제목의 기사에서 모란봉악단의 노래들은 몇천만 톤의 식량에도 비할 수 없는 거대한 힘이 있다고 주장하였다. 강동완 동아대 교수는 그의 저서 《모란봉악단, 김정은을 말하다》에서 음악은 때로 수천, 수만의 총포를 대신했고 수백, 수천만 톤의 식량을 대신했다는 김정일의 음악정치를 계승하여, 새로운 변화를 추구하는 김정은식 음악정치가 모란봉악단을 통해 구현되는 것이라고 설명하였다.

## 악단의 음악적 스펙트럼
배인교 단국대 연구교수는 〈2010년대 북한 중앙음악단체의 민족악기 편성 양상〉(국악원 논문집, 2015)에서 북한의 음악을 이해하기 위해서는 단순한 음악 현상만을 검토하는 것은 한계가 있으며 그 이유는 수많은 문화예술이 대부분 북한의 정치적 사안들과 맞닿아 있으며 당의 정책적 요구가 수용된 결과물들이기 때문이라고 설명하였다. 마찬가지로 모란봉악단 역시 곡목 선정이나 배치, 공연의상 하다못해 단원들 모두 짧은 단발머리로의 변신 또한 모두 당의 선전선동 부서 결정이라는 관측이 나올 수도 있다는 것이다. 또한, 악단의 새로운 음악들이 영도자의 찬양만을 노래하는 것은 어쩔 수 없는 그 한계이기도 하다. 다시 말해 악단의 모든 음악적 색채는 단원들과 지도부의 의사만이 아닌 당 선전선동 부서의 주도면밀한 의사결정으로 이루어진다고 볼 수 있다.
김정일은 2010년 4월 준공식을 가진 김일성종합대학 전자도서관에 보낸 친필명제에서 "자기 땅에 발을 붙이고 눈은 세계를 보라"는 유명한 말을 남겼다. 주체적 생각을 가지면서도 세계 여러 나라의 우수한 것을 보고 받아들이라는 것이다. 이에 따라서 모란봉악단은 초기에 미국 상업영화 주제가를 비롯한 외국의 음악을 상당수 연주한 것으로 보이지만 음악예술의 영향과 파급력을 염려한 지도부는 그후 체제수호와 당 그리고 영도자를 위한 노래들로 공연을 채우게 된다. 하지만 그럼에도 모란봉악단의 세계명곡묶음 연주(2013년 1월 1일 공연 영상, 2014년 5월 19일 공연 영상)는 세계 음악 팬들의 상당한 관심을 불러일으켰다. 다른 외국음악 연주로는 모짜르트 No.40, Csárdás, Zigeunerweisen, Ma Reine de Saba 등이 있다.

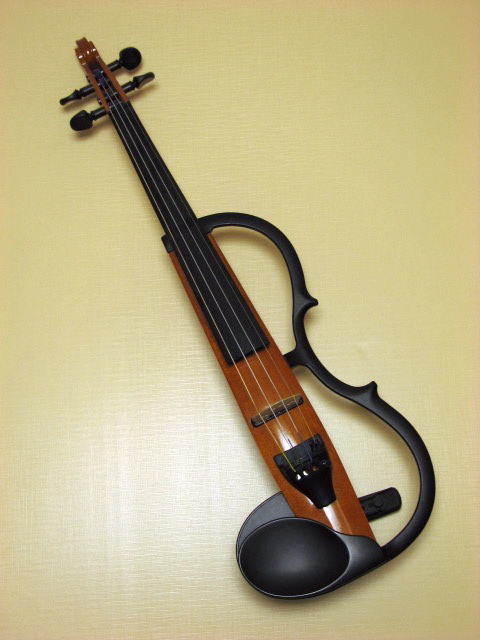
야마하 SV-100 일렉트릭 바이올린

현란한 전기 바이올린 사운드를 전면에 내세웠다는 점에서 모란봉악단은 크로스오버적인 전자음악을 구사하는 영국의 본드나 일본 교토대 미즈노 나오키 교수가 연구 논문에서 지적한 것처럼 헝가리의 여성 바이올린 트리오인 프린세시즈 오브 바이올린(Princesses of Violin)과 유사하다고 할 수 있다. 또한 모리 토모오미 일본 리쓰메이칸 대학 교수는 유럽과 미국 등지에서 유행하고 있었던 일렉트릭 현악기를 사용하여 클래식 음악에서 대중 음악까지 연주하는 음악적인 추세가 모란봉악단의 스타일에 영향을 주었음을 유추할 수 있을 것이라고 설명하였다.
모란봉악단의 악기는 기타, 베이스, 드럼, 신디사이저 등 일반적인 록 그룹의 구성과 다를 바 없지만 여기에 바이올린, 첼로의 현악 파트와 피아노, 색소폰 등을 더해 한층 폭넓은 음악적 표현력을 갖추게 되었다. 모란봉악단의 이른바 시그니처 송(signature song)으로 불리는 '단숨에'의 예를 보면, 중반부의 다이내믹한 기타 솔로에 이어지는 바이올린의 화려함은 이것이 전체주의 국가의 군가풍 노래가 아니라 서방세계의 록 음악으로 누구나 생각할 수 있을 정도였다. 뿐만 아니라 '단숨에'는 이른바 로켓 송(rocket song)으로도 불리는데 성공적인 로켓 발사가 거듭될 때마다 새로운 편곡으로 발표되어서 지금까지 4가지의 '단숨에' 편곡 버전이 존재하고 있으며, '단숨에'는 김정은 시대 국가정책 목표이었던 경제-핵무기 건설 병진노선을 상징하는 아이콘과 같은 음악이었다.
악단의 로고 혹은 상징을 일렉트릭 바이올린을 휘감는 오선지로 정했을 정도로 현악파트는 악단의 핵심이었다. 바이올린과 첼로의 현악 4중주는 모란봉악단의 초기 음악적 정체성을 가장 뚜렷하게 보여주는 예이었던 것이다. 종래의 북한 노래들 '그 품 떠나 못살아', '10월입니다', '내 삶이 꽃펴난 곳', '우리의 행군길', '결전의 길로', '당중앙의 불빛' 등은 현악 4중주의 편곡만으로 전혀 다른 노래가 되었다. 김정은을 눈물짓게 만들었다는 선우향희의 바이올린 독주 '매혹과 흠모'는 그 노래의 배경을 모르는 사람이 들어도 바이올린의 깊은 선율에 빠져 감상에 젖을 정도이기도 하다. 또한 경음악 '백두의 말발굽소리'는 바이올린, 첼로, 키보드, 색소폰, 피아노, 기타, 베이스, 드럼 등이 차례로 나서 다이내믹한 솔로 연주로 말발굽소리를 들려준다. 이 음악은 2000년 5월 남북 정상회담을 축하한다는 취지로 평양학생소년예술단의 공연이 서울 예술의 전당 오페라 극장에서 있었을 때 연주되었으며 관심있는 사람들에게는 비교적 친숙한 멜로디이기도 하다. '백두의 말발굽소리'처럼 모든 연주자들이 차례로 솔로를 선보이는 방식은 '설눈아 내려라', '내 나라 제일로 좋아' 등에서 찾아볼 수 있다.
한편으로 모란봉악단은 전자악기에 꽹과리를 편성하여 민족적 정서를 표현하고 있다. 전자악기로 형상하는 민요의 음조는 2014년 5월 제9차 전국예술인대회에서 김설미가 부른 '바다 만풍가'가 대표적으로 전자악기만으로 흥겨운 굿거리장단의 음악을 표현하였다. 이어서 그해 9월 모란봉악단의 신작음악회에서는 민요풍 노래 '세월이야 가보라지', '철령아래 사과바다'가 등장하였다. 전통악기인 꽹과리의 안땅장단 연주로 시작하는 '철령아래 사과바다'는 민요창법에 능한 김설미가 불렀는데 김설미는 이후 공훈배우의 칭호를 수여받았다. 북측 음악관계자는 "모란봉악단이 펼친 특색있는 민요무대는 우리 선률이 제일이고 우리 장단이 제일이라는 확고한 관점을 가지고 민족음악을 장려하고 발전시킬데 대한 당의 의도를 빛나게 실천하였다"고 칭송하였다. 또한 2016년 5월 공연에서는 민요 풍년가를 소재로 한 관현악 '청산벌에 풍년이 왔네'를 전자음악으로 편곡하여 들려주었는데 장새납 독주부분을 놀랍게도 기타의 솔로 연주로 멋지게 대신하였다. 대한민국의 교향악단들도 '청산벌에 풍년이 왔네' 연주에서 때로는 장새납을 구할 수 없어서 클라리넷이나 비슷한 국악기인 태평소로 장새납 독주부분을 대신하기도 한다.

## 악단의 구성원
악단의 연주자, 가수들은 평양음대 혹은 평양 금성학원 출신의 고급 음악인력으로 구성되어 있다.

### 연주자
| 이름                          | 소개 |
| ----------------------------- | --- |
| 선우향희(전기 바이올린, 악장) | 선우향희는 김원균 평양음대를 졸업하고 2009년 만수대예술단 산하 삼지연악단에 입단하였다. 평양음대 재학 시절인 2008년 제18차 2.16예술상 개인경연 부문의 수상자이며, 2011년 1월 삼지연악단의 신년축하공연에서는 선우향희만 유일하게 솔로 연주의 무대(바이올린 독주 사라사테 - Zigeunerweisen)를 갖기도 하였다. 2012년 모란봉악단의 악장 겸 제1바이올린 주자로 활동을 시작하였다. 노동신문은 2012년 7월 9일 자에서 김정은이 모란봉악단 시범공연을 관람한 직후 공연의 성과를 평가하는 자리에서 "악장인 선우향희동무가 정말 잘한다고 치하하였다"고 보도하였다. 또한 조선중앙통신은 김정은이 악단 리더 선우향희의 훌륭한 디렉팅을 칭송하였다고 전했다. 하지만 선우향희는 모란봉악단을 담당하는 북측 선전선동 부서의 선택으로부터 차츰 멀어지는 듯 보였다. 음악의 주선율을 담당하는 제1바이올린 연주자 그리고 악장(concertmaster)으로서 악단의 성공에 분명한 기여를 하였으나 악단내에서 파격적인 4명의 공훈배우 칭호 수여, 단원들에 대한 당 및 국가표창과 군사칭호 수여 그 어느 것도 선우향희는 받지 못하였다. 또한 2014년 봄의 몇 차례 공연에서 빠지고 다시 들어오고를 반복하다가 결정적으로 2014년 5월 19일 제9차 전국예술인대회 참가자들을 위한 축하공연에서 무대에 오르지 못하게 된다. 그리고 2014년 9월 3일 모란봉악단의 신작음악회는 선우향희의 마지막 무대였다. 한편 공개되지 않은 무대인 2015년 9월 쿠바 외교사절들을 위한 공연에 잠시 출연하기도 하였다. 그러나 놀랍게도 거의 3년 만인 2017년 5월 그리고 7월의 두 차례 공연에서 선우향희는 제1바이올린 주자로 다시 모습을 드러냈다. 2017년 7월 9일의 공연에서 선우향희는 오른손 약지에 반지를 낀 모습이 포착되었는데 이는 아마도 결혼반지이며 바이올린 연주에 방해받지 않기 위하여 왼손에서 오른손으로 옮긴 것으로 보인다. 참고로 지금까지는 기혼자로 보이기에 의심치 않는 가수 리옥화를 제외한다면(2014년 9월 3일 공연에서), 모란봉악단의 그 누구도 반지를 끼지 않았다. 2014년 9월 공연을 마지막으로 선우향희가 떠난 이후에 누가 악장을 이어받았는지는 알려지지 않았다. 선우향희는 2017년 5월 공연부터 다시 모란봉악단에 복귀하였지만, 이전과 다르게 악장의 지위는 잃어버린 것으로 보이며 중견 가수 리옥화·김옥주를 제외하면 단원 모두의 계급이 소위로 통일된 점에서 공식적으로 악장은 존재하지 않는 것처럼 보이기도 한다. 또한 2012~2014년 시절 선우향희는 음악의 주선율을 책임지는 제1바이올린 담당으로서 다양한 바이올린 솔로를 보여주었지만 2017년 5월 다시 돌아온 이후 제1바이올린으로 그전과 같은 많은 바이올린 독주부를 연주하지는 않고 있다. |
| 홍수경(전기 바이올린)         | 홍수경은 신디사이저 연주자 리희경과 함께 모란봉악단의 첫 시범공연부터 2018년 1월 현재까지 단 한 번도 빠지지 않은 멤버이기도 하다. 제2바이올린 주자이며, 선우향희가 처음으로 모습을 드러내지 않은 2014년 3월 17일의 공연에서는 제1바이올린을 담당하였다. 모란봉악단 이전에는 2011년 왕재산예술단과 2011-2012년 삼지연악단에서 바이올린 주자로 활동하였다. |
| 차영미(전기 바이올린)         | 차영미는 모란봉악단 이전에 왕재산예술단 바이올린 주자로 활동하였다. 차영미에게 있어 2014년 5월은 가장 빛나는 시기였다. 조선중앙TV의 뉴스 화면에 의하면 악장 선우향희가 2014년 5월 제9차 전국예술인대회의 객석에서 눈만 깜박거리며 가만히 앉아있었을 때 차영미는 악장 선우향희를 제치고 높은 연단에 올라 예술인대회 토론자로 나섰으며, 또한 김정은이 얼마나 자세하게 모란봉악단에 관심과 지도를 쏟아부었는지 알 수 있는 내용을 노동신문 기고문을 통하여 밝히기도 하였다. 그 전국예술인대회의 공연에서 선우향희는 무대에 오르지 못하였으나 대신 차영미는 드디어 제1바이올린으로 활약하였다. 그 당시 공연이 끝나고 단원들이 김정은에게 달려가 인사를 나누는 장면에서 김정은은 특별히 차영미에게 말을 건네는 장면이 포착되기도 하였다. 선우향희가 모란봉악단을 떠난 이후에 대부분의 공연에서 차영미는 제1바이올린 주자로 활동하였다. 하지만 차영미는 2014년 9월 그리고 2015년 10월~2016년 2월의 공연에서 빠졌으며 또한 2017년 9월부터 2018년 1월까지 공연 무대에서 모습을 보이지 않고 있었으나, 2018년 4월 27일 판문점 남측 구역 평화의 집에서 열린 2018년 4월 남북정상회담 환영 만찬에서 현송월 삼지연관현악단장, 장룡식 삼지연관현악단 지휘자, 황은미 만수대예술단 성악배우 등과 함께 공식 참석자로 모습을 보였다. 또한 차영미는 모란봉악단이 아닌 모란봉전자악단 소속으로 소개되어 2018년 1월 삼지연관현악단의 출범 이후에 모란봉악단의 위상에 변화가 있었는지 주목되고 있다. |
| 유은정(전기첼로)              | 2016년 5월 공연을 마지막으로 이후 모습을 보이지 않고 있다. |
| 알려지지 않음(전기첼로)       | 유은정을 대신하여 2016년 12월 공연부터 참여하였으나 이름이 외부에 공개되지는 않았다. |
| 김은하(전기 바이올린)         | 선우향희가 악단을 떠난 이후 현악기 파트는 3인조로 운영되다가 2015년 4월부터 김은하가 무대에 오르면서 다시 4인조로 편성되었다. 김은하는 2016년 5월 공연까지 참여하였다. |
| 강평희(전기 기타)             | 2014년 5월 19일 공연을 마지막으로 악단을 떠난 것으로 보인다. 주영 북한대사관 공사이었던 태영호의 증언에 의한다면 강평희는 2015년 5월 영국 런던의 에릭 클랩튼 공연에 김정은의 형 김정철과 동행하였다고 한다. 또한 악단 공연 팸플릿으로 강평희는 1991년 1월 18일 생인 것으로 밝혀졌다. 모란봉악단 이전에는 왕재산예술단에서 기타리스트로 활동하였다. |
| 조경희(전기 기타)             | 조경희는 강평희 이후 2014년 9월부터 공연에 참여하였다. |
| 리설란(베이스)                | 리설란은 2013년 2월 공연을 마지막으로 악단을 떠났다. 이후 2015년 10월 11일 공훈국가합창단의 공연에서 모습을 보였다. 2015년 10월 25일 '륙군소좌'의 군사칭호가 수여되었다. |
| 전혜련(베이스)                | 전혜련은 2013년 4월 공연부터 리설란을 대신하여 베이시스트로 무대에 올랐다. 2016년 5월 공연까지 참여하였으며 그후 공훈국가합창단의 공연에서 모습을 보였으나 2017년 9 ~ 12월 지방 순회공연에서 다시 모란봉악단 베이스 담당으로 복귀하였다. |
| 알려지지 않음(베이스)         | 전혜련을 대신하여 2016년 12월 ~ 2017년 7월 공연에 모습을 보였으나 이름이 외부에 공개되지 않았다. |
| 김향순(신디사이저, 바얀)      | 러시안 아코디언인 바얀 연주에 능숙하기도 하다. 2013년 2월 공연을 마지막으로 악단을 떠났다. 이후 공훈국가합창단의 공연에서 모습을 보였다. 2015년 10월 25일 '륙군대위'의 군사칭호가 수여되었다. |
| 리희경(신디사이저)            | 리희경은 전기 바이올린 홍수경과 함께 창단 이후 2018년 1월 현재까지 단 한 번도 공연무대에 빠지지 않은 멤버이다. 모란봉악단 이전에는 왕재산예술단에서 신디사이저 담당으로 활동하였다. 역시 2015년 10월 25일 '륙군대위'의 군사칭호가 수여되었다. |
| 김영미(피아노, 신디사이저)    | 김영미는 처음에 피아노 연주자로 모습을 보였으나, 2013년 2월 공연을 마지막으로 신디사이저 연주자 김향순이 떠난 이후 2013년 4월 공연에서 신디사이저 연주자로 이동하였다. 모란봉악단 이전에는 왕재산예술단, 은하수관현악단에서 피아니스트로 모습을 보였다. 2016년 5월 공연을 마지막으로 악단에서 떠난 것으로 보인다. |
| 알려지지 않음(신디사이저)     | 김영미를 대신하여 2016년 12월 ~ 2017년 7월 공연에 모습을 보였으나 이름이 외부에 공개되지 않았다. |
| 김정미(피아노)                | 김정미는 2012년 12월부터 피아노 연주자로 모습을 보였다. |
| 최정임(색소폰)                | 색소폰 담당이며 때로는 클라리넷 그리고 가끔 간단한 타악기를 담당하는 모습도 보여주고 있다. 2012년 첫 공연부터 2018년 1월 현재까지 줄곧 무대에 오르고 있는 몇 안 되는 연주자이다. |
| 리윤희(드럼)                  | 리윤희는 2012년 첫 공연부터 2014년 9월까지 활동하였다. |
| 한순정(드럼)                  | 한순정은 2014년 5월 공연에서 디지틀 전자타악기를 연주하다 리윤희가 악단을 떠난 2015년 4월부터 드럼을 담당하였다. 모란봉악단 이전에는 조선인민내무군협주단에서 드럼 담당으로 활동하였다. 2016년 5월 11일 공연까지 참여하였다. |
| 알려지지 않음(드럼)           | 2016년 12월 28일 공연부터 참여하였으나 이름이 외부에 공개되지 않았다. |

2017년 7월 30일 공연에서 노래하는 모란봉악단의 가수들

### 가수
보통 하나의 공연에서 6-8명 정도의 가수가 출연하고 있다. 2012년 7월 첫 시범공연에 참여한 가수들은 김유경, 류진아, 박미경, 정수향, 박선향, 김설미이다.
| 이름   | 소개 |
| ------ | --- |
| 김유경 | 초기에 김유경은 모란봉악단의 보컬 리더로 간주되었으나 그 후 공연에 따라 혹은 시기에 따라 당 선전선동 부서는 김유경에 대한 선호도를 심하게 달리하였다. 그러나 우여곡절 끝에 모란봉악단에서 세 번째로 2015년 10월 24일 공훈배우 칭호 받음. 역시 2015년 10월 25일 '륙군대위'의 군사칭호가 수여되었다. |
| 류진아 | 류진아는 모란봉악단 멤버 최초로 2013년 7월 21일 공훈배우 칭호 받음. 어느 논문 연구에 의하면 악단 공연에서 류진아가 독창으로 부른 곡이나 횟수는 단연 가수들 중 으뜸이라고 한다. |
| 박미경 | 박미경은 이전에 은하수관현악단의 가수로 활동하였다. 고음처리에 능숙하다. 어디선가 높은 화음이 들려온다면 박미경의 목소리일 것이다. |
| 정수향 | 정수향은 이전에 왕재산예술단의 가수로 활동하였다. 정수향은 류진아·라유미처럼 독창 무대에 빈번히 서지도 않고 악단의 주요 보컬도 아닌 것처럼 보이지만 모란봉악단의 가수들 센터에 보통 위치하며 꾸준하게 카메라의 스포트라이트를 받고 있다. |
| 박선향 | 2012년 첫 공연부터 2016년 12월까지 모습을 보였다. |
| 김설미 | 김설미는 민요창법에 능하다. 흥겨운 굿거리장단의 '바다 만풍가', 꽹과리의 안땅장단 연주로 시작하는 '철령아래 사과바다'를 불렀다. 2014년 8월 28일 노래 '철령아래 사과바다'의 성과를 높이 사서 시계 표창을 받았으며 이후 모란봉악단에서 네 번째로 공훈배우 칭호 받음(날짜 불명). 김설미는 2016년 2월 공연 이후 모습을 보이지 않고 있었으나 2018년 4월 14일 중국예술단방문 환영연회에서 삼지연관현악단의 공연에 모란봉악단의 가수들인 김유경·류진아·박미경 등과 함께 한복을 입고 출연하였다. |
| 라유미 | 라유미는 2013년 2월 처음으로 악단 공연에서 모습을 보였으며 불과 1년만인 2014년 5월 17일 모란봉악단 두 번째로 공훈배우 칭호를 받았다. 또한 2014년 5월 19일 제9차 전국예술인대회 참가자들을 위한 축하공연 독창은 거의 라유미를 위한 무대였다. 그러나 2014년 9월 공연을 마지막으로 더는 무대에 오르지 않고 있다. 짧은 시일 내에 파격적으로 공훈배우 타이틀을 받았으나 갑작스럽게 라유미는 사라졌다.                                                                                        |
| 리명희 | 2012년 - 2015년 4월까지 활동. 이후 2016년 연말에 왕재산예술단의 공연에서 모습을 보임. |
| 조국향 | 조국향은 2015년 9월부터 모란봉악단 공연에 모습을 보였다. 무대에서 늘 미소짓는 가수가 있다면 바로 조국향일 것이다. 박선향과 함께, 2015년 12월 무산된 중국공연 시 호텔 로비에서 마주친 국내 특파원들과 미소를 띠며 짧지만 따뜻한 대화를 나누었다. 2017년 10월 14일 공개된 신의주 공연 대기실 인터뷰에서 조국향의 나이는 19세로 밝혀졌다. 조국향은 평양 률곡고급중학교를 졸업하고 당시 17세의 나이로 2015년 9월 모란봉악단의 공연에 첫 모습을 보인 셈이다.                                 |
| 리옥화 | 리옥화는 2014년 9월, 2016년 12월 그리고 2017년 10월의 강계 공연에 모습을 보였다. '륙군중좌'의 계급. 예전 왕재산경음악단, 보천보전자악단 산하 '모란봉' 소속 가수. '모란봉6중창조' 가수로 은하수관현악단의 공연에 출연. 2011년 7월 28일 공훈배우 칭호를 받았다. |
| 리수경 | 리수경은 2015년 4월, 10월 공연 그리고 2017년 7월의 공연에 모습을 보였다. |
| 김효심 | 김효심은 2015년 10월, 2016년 12월, 2017년 7월 공연에 모습을 보였다. |
| 유봉미 | 유봉미는 청봉악단 가수였으나 2016년 5월 이후에는 모란봉악단 무대에 올랐으며 2017년 7월 공연까지 모란봉악단 공연에 모습을 보였다. |
| 김옥주 | 김옥주는 예전 은하수관현악단의 모란봉중창조 가수로 활동하였으며 2015-2017년 7월 청봉악단 가수이었으나, 2017년 9 ~ 12월 모란봉악단의 원산·함흥·신의주·강계·안주·남포·사리원 지방공연에서 '륙군소좌'의 계급장을 달고 무대에 올랐다. 또한 2017년 12월 2건의 평양 공연과 2018년 1월 새해공연에도 참여하였으며 중견가수로서 이제 모란봉악단의 실질적인 보컬 리더로 떠오르고 있다. |

### 지도부
현송월은 2018년 1월부터 삼지연관현악단 단장 즉, 남북 예술단 교류의 주역으로 전면에 떠오르고 있으나 2018년 4월 현재 모란봉악단의 단장까지 겸임하는지는 확인되지 않고 있다. 그러나 현송월은 2017년 12월까지만 해도 모란봉악단의 지방순회공연에서 함께 버스를 타고 이동하는 모습이 조선중앙TV의 뉴스에 나오기도 하였다. 또한 다른 모란봉악단의 지도부 역시 삼지연관현악단의 남측 공연에 관여하였다.
| 이름   | 직함          | 소개 |
| ------ | ------------- | --- |
| 현송월 | 단장          | 예전 왕재산경음악단, 보천보전자악단 소속 가수. '륙군대좌'의 계급. 2017년 10월 7일 노동당 제7기 2차 전원회의에서 당 중앙위원회 후보위원에 진입했다.                                                             |
| 장정애 | 부단장        | 예전 왕재산경음악단 소속 가수. 성악 지도. '륙군상좌'. |
| 김운룡 | 부단장        | 인민예술가 작곡가. 행정. '륙군대좌'. 왕재산경음악단/왕재산예술단 작곡가 출신. |
| 황진영 | 부단장        | 인민예술가 작곡가. '륙군대좌'. 1959년 7월 15일 평양 출생. 평양음악무용대학 작곡학부 졸업. 중앙방송위윈회 예술단, 영화 및 방송음악단, 조선국립교향악단 연주가, 작곡가. 보천보전자악단 작곡가 출신.              |
| 우정희 | 창작실 실장   | 인민예술가 작곡가. '륙군대좌'. 1954년 4월 11일 중국 길림성 연길시 출생. 평양음악무용대학 졸업 후 음악무용대학 교원. 백두산창작단 배우, 만수대예술단 작곡가, 왕재산경음악단 작곡가, 보천보전자악단 작곡가 출신. |
| 안정호 | 창작실 부실장 | 인민예술가 작곡가. '륙군대좌'. 1958년 6월 11일 평양 출생. 평양음악무용대학 졸업 후 조선인민군협주단 연주가, 만수대예술단 연주가, 왕재산경음악단 연주가 작곡가, 보천보전자악단 작곡가 출신.                     |
| 차호근 | 창작실 실원   | 작사가 |
| 길원금 | 녹음사        | '레코딩 엔지니어' |

## 공연 목록
다음은 모란봉악단의 날짜별 공연 목록이다. 공연 별로 더 자세한 정보는 Pekka Korhonen's Moranbong Band Discography에서 발견할 수 있으며 공연 실황이 TV로 녹화 방송되지 않은 것은 다시 말해 공개되지 않은 공연은 공연 장소 옆에 ** 표시를 하였다.

### 2012년

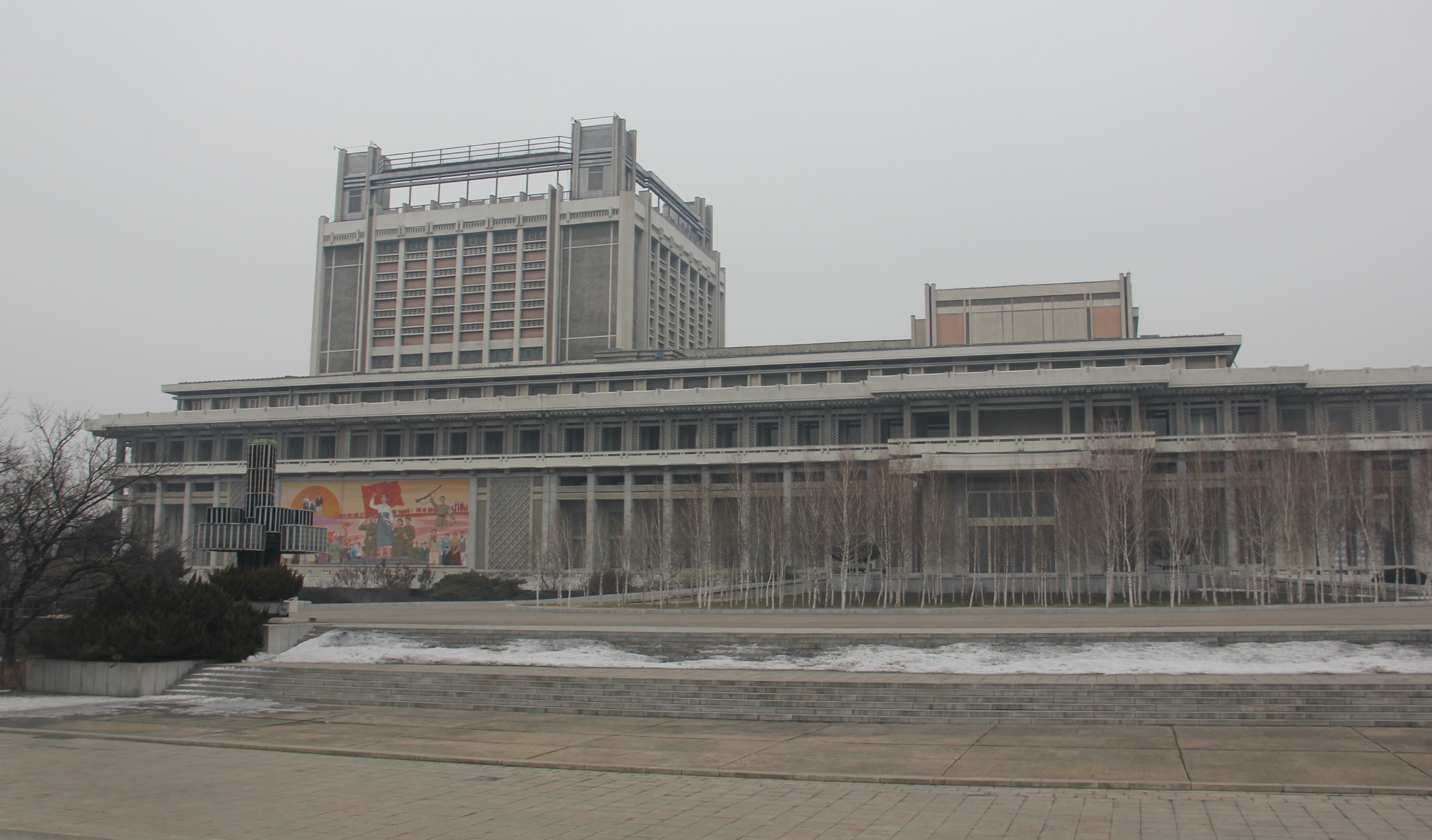
모란봉악단의 첫 시범공연이 있었던 만수대 예술극장

- 7월 6일 (만수대예술극장) : 첫 시범공연. 1, 2부로 나누어서 공연하였으며 1부의 첫 곡은 아리랑, 2부는 영화 록키 주제가로 시작. 공연의상은 화려한 드레스. 공연시간의 상당 부분을 외국음악 연주와 노래로 할애하였다.
- 7월 28일 ~ 30일 (류경 정주영체육관) : 7.27 전승절 경축공연. 1, 2부로 나누어서 공연. 1부는 올리브색 군복, 2부는 비교적 짧은 검은 드레스를 입고 공연. 2부 공연에서 Csárdás, Minuetto, Ma Reine de Saba, Mozart No 40, Zigeunerweisen 외국음악 연주. 외국 음악이 메들리가 아닌 개별 곡으로 연주된 것은 이 공연이 그 마지막이었음(유일한 예외는 일반에 공개되지 않은 2015년 9월 쿠바 외교사절 환영공연).
- 8월 25일 (동부전선 군부대 강당) : 8.25경축 화선공연. 공연의상은 올리브색 군복. 녀성해안포병의 노래에서 다수의 여성 군인들 등장.
- 8월 하순 (장소미상)** : 청년절 경축공연. 정확한 내용 미상, 12월 31일 조선중앙통신의 보도로 청년절 경축공연이 있었다는 것을 알게 됨.
- 10월 10일 ~ 14일 (류경 정주영체육관) : 노동당창건 67주년 경축공연. 흰색 인민군 정복 그리고 비교적 짧은 스커트를 입음. 이후 이 차림새는 모란봉악단의 표준 공연의상으로 자리 잡음.
- 10월 29일 (류경 정주영체육관) : 김일성군사종합대학 창립60주년 기념공연.
- 12월 21일 (목란관 연회장) : 광명성 3호 2호기의 성과적인 발사 축하공연. 경음악으로 편곡한 '단숨에' 첫 번째 버전 발표. 화려한 기타와 바이올린의 연주가 특징인 새로운 편곡은 '단숨에'를 단숨에 모란봉악단의 시그니처 송(signature song)으로 떠오르게 함. 이후로 지금까지 성공적인 로켓 발사가 거듭될 때마다 '단숨에'는 서로 다른 편곡으로 발표됨.

### 2013년
- 1월 1일 ~ 3일 (류경 정주영체육관) : 새해 경축공연. 공연의상은 검은 드레스. 14분에 이르는 세계 명곡메들리 연주. '단숨에' 연주는 공연의 클라이맥스, '우리의 소원은 통일' 외 통일 관련 노래도 부름. 많은 사람들은 모란봉악단의 공연 중 최고의 무대로 이 2013년 새해 경축공연을 꼽음. 공연 분위기가 가장 자연스러웠고 멤버들 특히 현악 4중주단의 미소가 넘쳐났던 공연.
- 2월 1일 (류경 정주영체육관) : 노동당 제4차 세포비서대회 참가자들을 위한 조선인민군공훈국가합창단과의 합동공연. 모든 단원들의 머리 모양은 짧은 단발머리로 변하고 바로 한 달 전에 볼 수 있었던 무대에서의 단원들 미소는 사라졌다. 조선인민군공훈국가합창단과의 첫 합동공연이었고 2015년 이후 악단은 공훈국가합창단과 주로 합동공연을 하게 된다. '단숨에'는 최초로 관현악단과의 협연으로 선보였다.
- 4월 11일 (630부대 군인회관) : 조선인민군 제630대련합부대 축하방문 화선공연.
- 4월 25일 (목란관 연회장) : 조선인민군창건 81주년 경축공연. 공연의상은 상의 얼룩무늬 군복, 하의 올리브색 스커트. 무대에는 방사포와 탱크 모형이 설치됨.
- 6월 23일 (자강도 강계시 트랙터종합공장체육관) : 자강도 노동계급들과 함께 한 공연. 무대에는 이전 공연처럼 방사포와 탱크 모형이 설치됨.
- 7월 27일 (목란관 연회장) : 7.27 전승절 축하공연.
- 8월 2일 (류경 정주영체육관) : 조국해방전쟁승리 60주년 경축 열병식참가자들을 위한 축하공연. 노래 '샘물터에서' 간주 부분에서 현악 4중주단은 악기를 놓고 무대 전면으로 이동하여 가수들과 함께 춤을 추었음. 현악 4중주단이 안무를 한 것은 이번이 유일함.
- 10월 10일 ~ 15일 (류경 정주영체육관) : 노동당창건 68주년 경축 공훈국가합창단과의 합동공연.
- 10월 24일 (류경 정주영체육관)** : 조선인민군 제4차 중대장, 중대정치지도원대회 참가자들을 위한 공훈국가합창단과의 합동공연.

### 2014년
- 3월 중순 추정, 공연사실을 3월 17일 북측매체가 보도함 (동부전선 군부대 강당) : 조선중앙통신은 공연장소와 날짜를 밝히지 않았으나 공개된 동영상으로 보아 2012년 8월 25일 당시의 동부전선 군부대 공연 장소와 동일함. 선우향희가 처음으로 무대에서 사라진 공연이었고 현악 파트는 여전히 멜로디의 많은 부분을 담당하였으나 3인조로 축소되어 전면이 아닌, 무대의 오른쪽 뒤편에 배치되었으며 홍수경이 제1바이올린을 담당하였다. 현악 3인조 앞에는 신디사이저 2대가 위치하였으며 기타리스트 강평희가 악장 역할을 하였다. 선우향희 뿐만 아니라 보컬의 핵심 류진아도 무대에 오르지 못했다. 미확인 보도에 의한다면 장성택 숙청과 관련하여 이와 연관된 조사 때문에 공연에서 빠졌다는 관측이 있다.[71] 공연의 많은 부분은 김정은 찬양과 관련된 노래들로 채워졌다. 
모란봉악단 부단장 김운룡은 장성택 사태와 관련되었을지도 모를, 다음과 같은 내용을 2014년 5월 노동신문에 기고한 적이 있다. "혁명의 최고수뇌부를 감히 어째보려고 양봉음위, 동상이몽한 현대판 종파분자들이 문학예술부문의 신념이 떨떨하고 혁명화를 부담스러워하던 자들에게 더러운 마수를 뻗친 사실은 우리를 더욱 각성시키고있습니다." 그렇다면 선우향희와 류진아는 이른바 "신념이 떨떨하고 혁명화를 부담스러워하던 자들"이었을까?

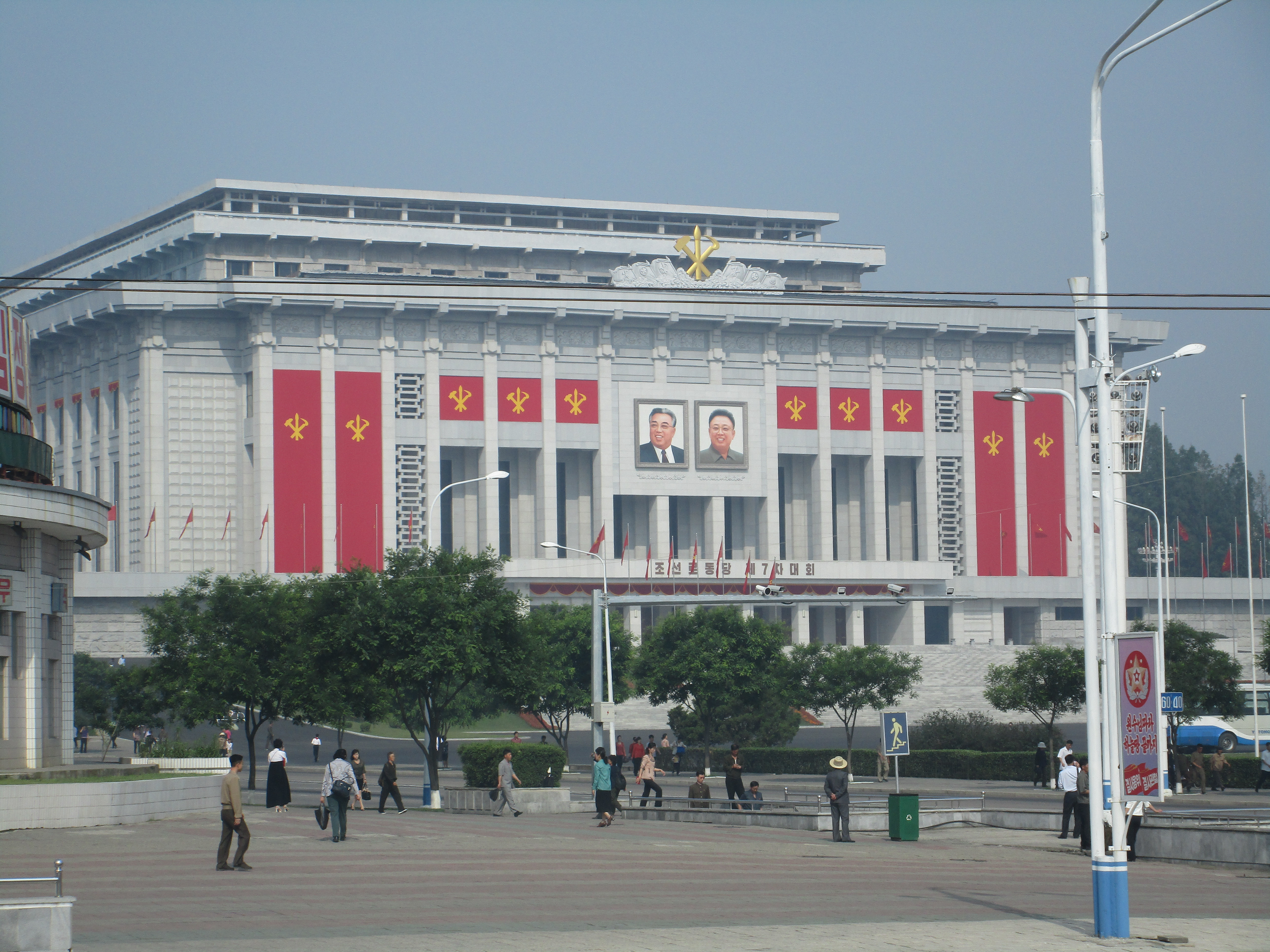
2014년 3차례나 모란봉악단 공연이 있었던 평양시의 4.25문화회관

- 3월 22일 (4.25문화회관)** : 노동신문은 3월 23일 자에서 3월 22일 김정은이 부인 리설주 그리고 여동생 김여정과 함께 4.25문화회관에서 모란봉악단 공연을 관람하였다고 보도함.[72]
- 3월 23일 ~ 4월 1일 (4.25문화회관)** : 노동신문은 4월 2일 자에서 3/23 ~ 4/1까지 모란봉악단의 공연이 성황리에 진행되었다고 보도함. 일반에게 공개된 10일간의 공연이었으며 선우향희와 류진아는 여전히 무대에서 보이지 않았다. 일부 공연은 드레스, 일부 공연은 흰색 군복을 단원들은 입었으며, 공연은 김정은과 당을 찬양하는 노래들로 채워졌다.
- 4월 2일 (정확한 날짜 장소 미상)** : 노동신문은 역시 4월 2일 자에서 김정은이 인민군장병들과 함께 량강도에 대한 순회공연을 앞둔 모란봉악단의 공연을 관람하였다고 보도함. 공연 관람한 날짜와 장소는 미상이나 사진으로 보아 장소는 4.25문화회관으로 추정되고 대홍단 등 량강도와 관련된 노래 다수가 공연에 포함됨.
- 4월 4일 ~ 4월 11일 (삼지연군, 대홍단군, 혜산시 예술극장) : 량강도 순회공연. 선우향희와 류진아가 복귀하였다. 공연의상은 항일유격대 여성대원 군복차림. 현악 4중주단은 흰 망토도 착용.
- 4월 16일 (4.25문화회관) : 인민군 제1차 비행사대회 참가자를 위한 축하공연. 공연 의상은 공군 항공점퍼, 바지, 부츠 그리고 베레모. 무대에는 실제 미그-19 전투기가 왼편에 배치됨. 최초로 현악 4중주단이 노래를 부름. 노래하는 도중 현악 4중주단 선우향희 홍수경 차영미 유은정 모두 눈물이 글썽이는 보기에 따라서 놀라운 정경이 펼쳐짐. 그 노래 가사는 김일성에 대한 것이었음.
- 5월 2일 (송도원 국제친선소년회관)** : 송도원 국제소년단야영소 준공 축하공연. 선우향희는 다시 무대에서 보이지 않음.
- 5월 19일 ~ 21일 (4.25문화회관) : 제9차 전국예술인대회 참가자들을 위한 축하공연. 선우향희는 무대에 오르지 못함. 차영미가 제1바이올린을 맡음. 17분에 이르는 세계명곡묶음 연주. 외국음악은 이 무대를 마지막으로 더는 연주되지 않음(예외는 2015년 9월 쿠바 외교사절 환영공연이나 해당 공연은 외부에 공개되지 않음).
- 9월 3일 ~ 4일 (만수대예술극장) : 신작음악회. 공연의상은 흰색 군복 그리고 스커트가 아닌 바지. 선우향희의 마지막 무대이고 차영미는 공연에 참여하지 않음. 현악 3인조와 기타, 베이스 연주자는 주로 의자에 앉아서 연주함.

### 2015년
- 4월 27일 ~ 28일 (인민문화궁전) : 조선인민군 제5차 훈련일군대회 참가자들을 위한 공연. 김은하는 제2전기바이올린 주자로 새로 모습을 보임. 그리하여 현악 4중주단은 차영미(제1전기바이올린), 김은하(제2전기바이올린), 홍수경(제3전기바이올린), 유은정(전기첼로)으로 구성. 가수 7명은 처음부터 끝까지 의자와 함께 무대 전면에 위치.

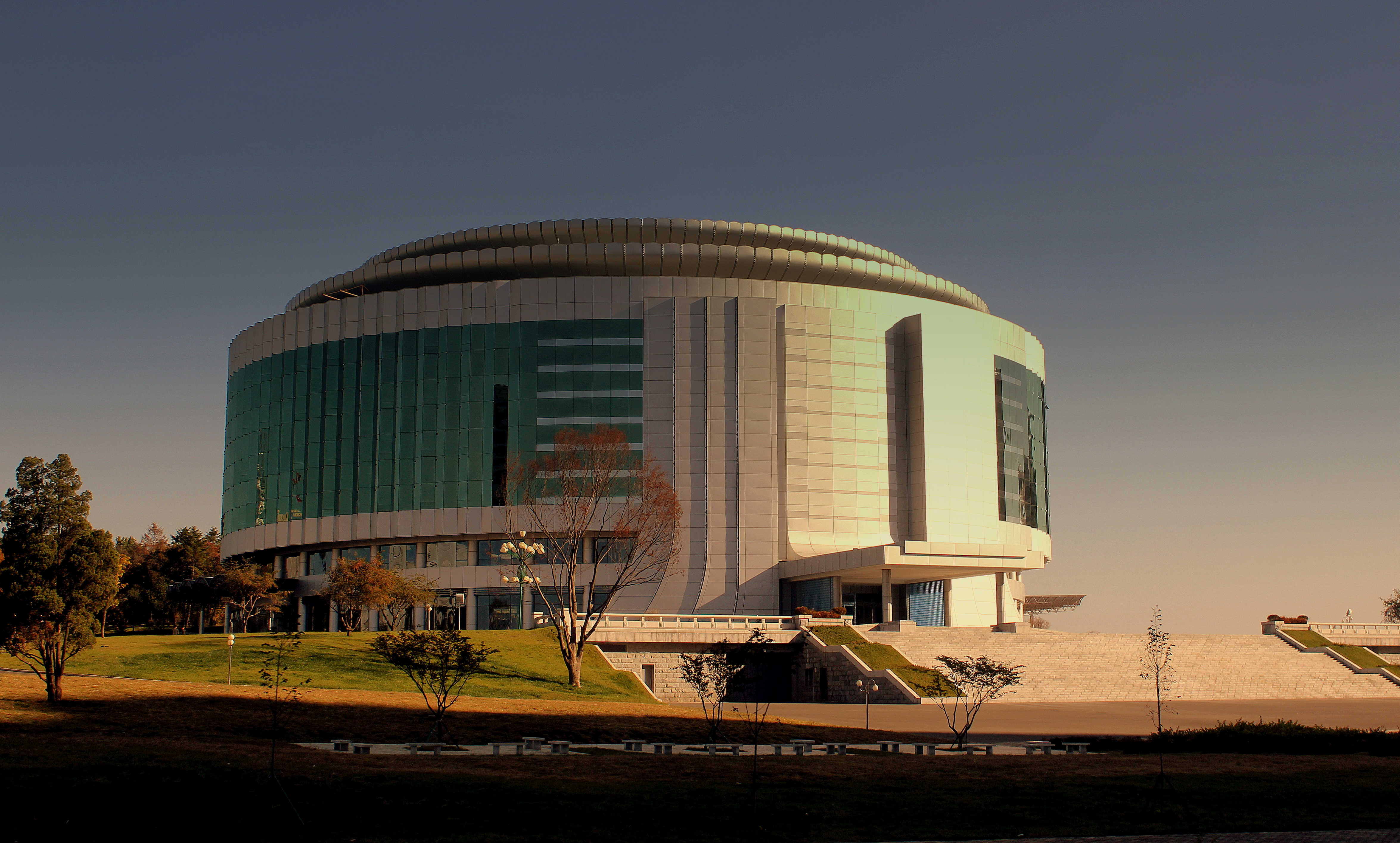
2015년 9월 쿠바공화국 국가대표단 환영공연이 있었던 평양시 만수대지구의 인민극장

- 9월 7일 (인민극장)** : 쿠바공화국 국가대표단을 환영하는 공훈국가합창단과의 합동축하공연. 선우향희가 잠시 공연에 참여하였고 이 공연은 오리지널 현악 4중주단(선우향희, 홍수경, 차영미, 유은정)이 연주한 마지막 무대가 되었다.
- 10월 11일 ~ 18일(류경 정주영체육관) : 노동당창건 70주년 경축 공훈국가합창단과의 합동공연. 차영미는 무대에 오르지 않음. 현악 3중주(홍수경, 김은하, 유은정).
- 12월 12일 ~ 14일 (중국 베이징) : 중국 베이징에서 공훈국가합창단과의 합동공연이 예정되어 있었으나 베이징 극장에서의 리허설 후에 공연은 취소되고 모란봉악단은 철수하였다. 국정원은 국회 정보위 보고에서 "리허설을 하며 공연 내용에 대해 조율을 하는 과정에서 중국과 마찰이 생긴 것으로 보인다"고 언급하였다.[73]

### 2016년
- 2월 13일 (목란관 연회장) : 광명성 4호 발사성공에 기여한 과학자,기술자,일꾼들을 위한 축하공연. 공연의상은 흰색 정복과 검정 스커트. 현악 3중주(홍수경, 김은하, 유은정). '단숨에'(두 번째 편곡) 도입부에서 홍수경은 불꽃 튀는 바이올린 솔로를 보여줌.
- 2월 18일 (류경 정주영체육관) : 광명성 4호 발사성공에 기여한 과학자, 기술자, 일꾼들을 위한 공훈국가합창단과의 합동 축하공연.
- 5월 11일 (류경 정주영체육관) : 노동당 제7차 대회경축 모란봉악단, 청봉악단, 공훈국가합창단 합동공연. 차영미는 7개월 만에 복귀함 그리하여 현악파트는 홍수경-김은하-차영미-유은정으로 구성.
- 12월 28일 (류경 정주영체육관) : 제1차 전당초급당위원장대회 참가자들을 위한 공훈국가합창단과의 합동 축하공연. 공연의상은 흰색 인민군 정복, 검정 스커트 그리고 검정 부츠. 현악 파트는 차영미-홍수경-알려지지 않은 여성 첼로 연주자로 구성되었으며, 전면의 현악 3인조 바로 뒤에는 모란봉악단과 같은 흰색 정복을 입은 남성 연주자들 3명이 처음으로 모습을 보임(일렉트릭 바이올린, 일렉트릭 첼로, 색소폰).

### 2017년
- 5월 19일 (목란관 연회장)** : 중장거리전략탄도로케트 화성-12형 개발자들을 위한 축하공연. 선우향희는 거의 3년 만에 복귀.
- 7월 9일 ~ 12일 (류경 정주영체육관) : 대륙간탄도로케트 화성-14형 시험발사성공 축하공연(모란봉악단, 청봉악단, 공훈국가합창단, 왕재산예술단 합동공연).
- 7월 10일 (목란관 연회장)** : 대륙간탄도로케트 화성-14형 시험발사성공을 축하하는 연회 중에 진행된 공연.
- 7월 30일 (인민극장) : 대륙간탄도로케트 화성-14형 2차 시험발사성공 축하공연(공훈국가합창단과의 합동공연).

† 9월 13일 ~ 12월 6일 지방순회공연 (원산, 함흥, 신의주, 강계, 안주, 남포, 사리원)
- 9월 13일 ~ 21일 (원산시 송도원청년야외극장)** : 모란봉악단, 공훈국가합창단, 왕재산예술단의 음악무용종합공연. 보도사진으로 미루어보아 바이올린 차영미는 무대에 오르지 않았으며 현악 파트는 선우향희-홍수경-알려지지 않은 첼로 연주자로 구성되었다. 신디사이저는 종래의 2대가 아닌 1대가 놓여져 리희경 혼자 연주하였으며 무대에 오른 가수들은 김유경, 류진아, 박미경, 정수향, 조국향 그리고 김옥주이며 전체 라인업은 12월의 사리원 공연까지 계속 동일하게 유지되었다.

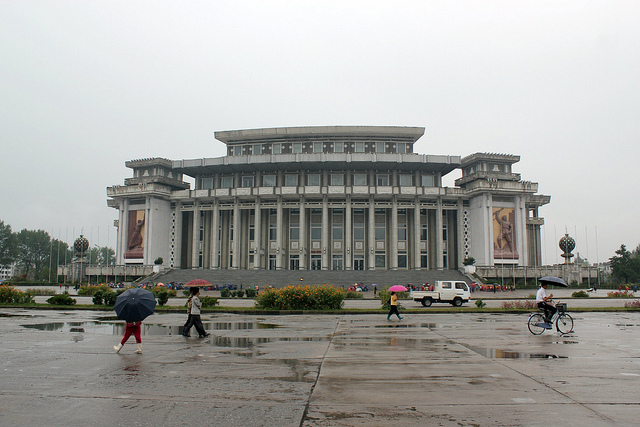
2017년 9월 모란봉악단 공연이 있었던 함흥시 함흥대극장

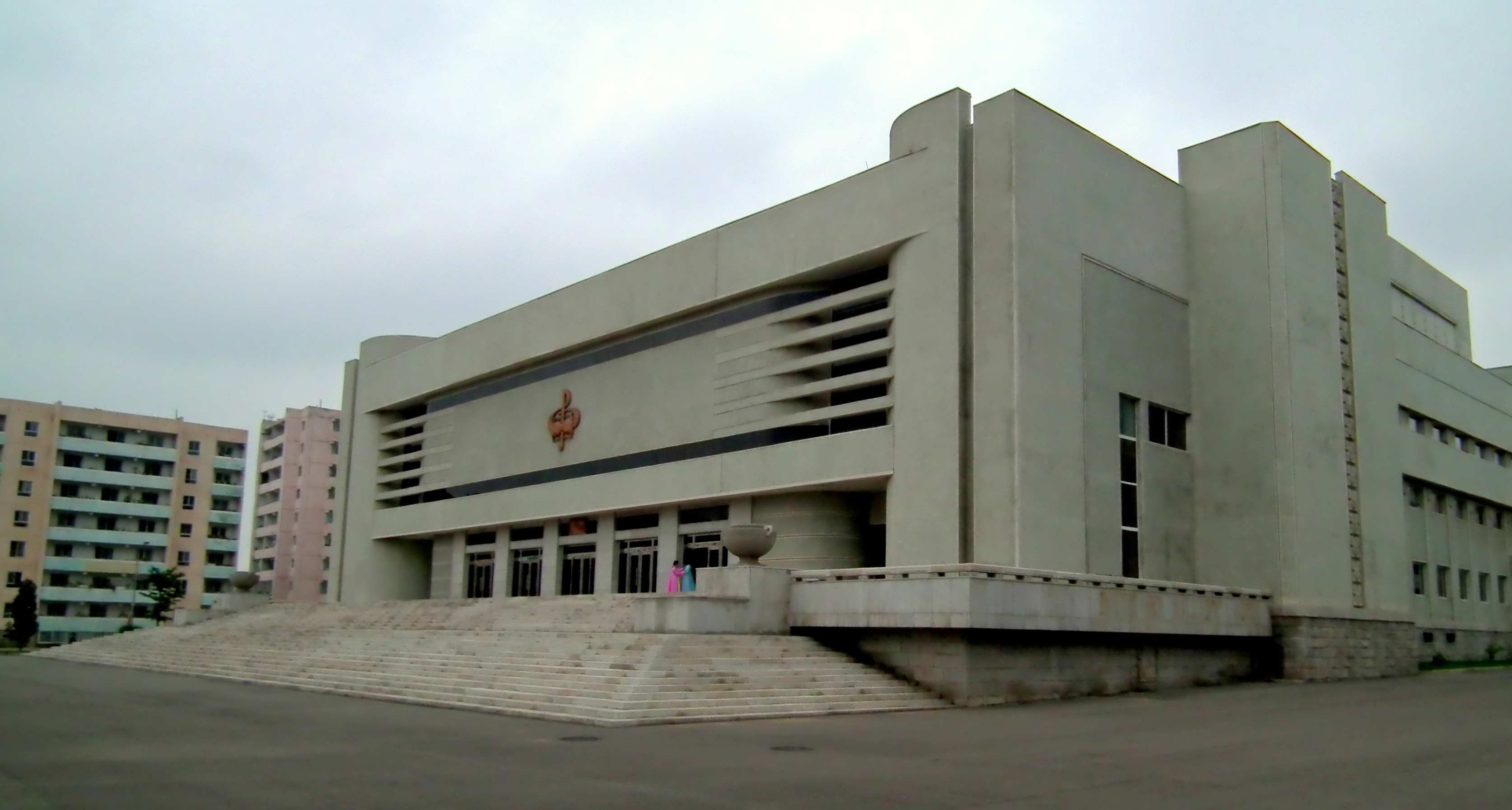
2017년 11월 모란봉악단의 공연이 있었던 황해북도 사리원시의 황해북도예술극장

- 9월 24일 ~ 30일 (함흥시 함흥대극장)** : 모란봉악단, 공훈국가합창단, 왕재산예술단의 음악무용종합공연.
- 10월 4일 ~ 14일[74] (신의주시 평안북도예술극장)** : 모란봉악단, 공훈국가합창단, 왕재산예술단의 음악무용종합공연. 10월 10일 조선중앙TV는 모란봉악단 단원들의 신의주 공연 대기실 인터뷰를 최초로 방송하였다. 정수향, 김유경, 류진아, 선우향희 그리고 전혜련의 짧은 인터뷰이며, 하루 3회 공연이라는 힘든 일정에도 단원들은 관중들의 환호와 박수에 피곤을 모두 잊는다고 말함.[75] 또한 10월 14일 두 번째 공개된 대기실 인터뷰에서 가수 조국향의 나이는 19세인 것으로 밝혀졌다.[76]
- 10월 18일 ~ 29일[77] (자강도 강계시 트랙터종합공장체육관)** : 모란봉악단, 공훈국가합창단, 왕재산예술단의 음악무용종합공연. 강계 공연에서는 이전 순회공연에 참여하였던 김유경, 류진아, 박미경, 정수향, 조국향, 김옥주 여섯 가수에 가수 리옥화가 새로 참여하였다.
- 11월 2일 ~ 12일[78] (평남 안주시 안주극장)** : 모란봉악단, 공훈국가합창단, 왕재산예술단의 음악무용종합공연. 노동신문은 11월 3일 자에서 지난 9월부터 시작된 순회공연은 횟수로 100여 차례에 달한다고 보도하였다.
- 11월 16일 ~ 26일 (남포특별시 예술극장)** : 모란봉악단, 공훈국가합창단, 왕재산예술단의 음악무용종합공연.
- 11월 30일 ~ 12월 6일 (황해북도 사리원시 황해북도예술극장)** : 모란봉악단, 공훈국가합창단, 왕재산예술단의 음악무용종합공연.

† 노동신문은 12월 19일 자에서 원산에서 첫 막이 오른 지방 순회공연이 석 달 동안 195회나 되었다고 보도하였는데 이것은 지방 도시에서 공연이 일단 시작되면 단 하루도 쉬지 않고 하루 3회 공연이라는 놀라운 일정으로 만들어낸 결과이기도 하다.(원산 야외극장은 다른 지방 극장과 달리 3,000석 규모의 비교적 규모가 큰 공연장이고 또한 공연을 알리는 입간판 사진에 의한다면 원산 공연만은 하루 2회 공연한 것으로 보인다 그리하여 전체 공연횟수는 195회가 되었다) 그리고 지방 공연 사이의 3일 정도 휴식기도 새로운 지방 도시로의 이동과 그 지방에 어울리는 노래 선정 그리고 그에 따른 연습 등을 감안한다면 사실상 휴식일 없는 3개월의 강행군으로 보아도 무리가 없을 것이다. 

† 또한 노동신문은 같은 기사에서 모란봉악단을 비롯한 예술인들이 "자신들을 깡그리 불태우며 창작과 공연의 순간순간을 엮어나갔으며" 또한 "전투적인 공연활동과 완강한 창조투쟁으로 오늘의 만리마시대 인간들이 어떻게 살며 투쟁해야 하는가를 산 모범으로 보여주었다"고 강변하였다. 맡은 '혁명과업수행'에 어떻게 충실해야 하며 당의 뜻을 현실로 꽃 피우기 위하여 어떻게 분발하고 또 분발해야 하는가를 실천 행동으로 예술인들이 보여주었다는 것이다. 이러한 모습들은 김정은 정권이 국제사회의 제재와 압박 속에서 주민들을 독려하고 단결시키며 체제 자신감 고취에 주력하는 것으로 보인다.
- 12월 13일 (류경 정주영체육관)** : 제8차 군수공업대회 참가자들을 위한 공훈국가합창단과의 합동축하공연. 대륙간탄도로켓 화성-15형 시험발사의 성공에 기여한 관련 성원들을 비롯한 제8차 군수공업대회 참가자들과 국방과학연구부문, 군수공업부문, 연관단위 과학자, 기술자, 노동자, 일꾼들이 공연을 관람. 2017년 11월 29일 조선중앙TV는 화성-15형 로켓이 미국본토 전역을 타격할 수 있는 초대형 중량급 핵탄두 장착이 가능한 대륙간탄도로켓이며 국가핵무력 완성의 역사적 대업이 실현되었다고 주장하였으며,[81] 또한 조선중앙통신은 "이 공연에서 관현악 〈단숨에〉가 장내를 들었다 놓았다"라고 보도하였다.
- 12월 29일 (평양체육관)** : 노동당 제5차 세포위원장대회 참가자들을 위한 공훈국가합창단과의 합동 축하공연으로 공연은 1부와 2부로 나뉘어 진행되었으며 이전과 다르게 모란봉악단, 공훈국가합창단 모두 흰색의 인민군 정복 상의와 올리브색 하의를 착용하고 무대에 오름.

### 2018년
- 1월 1일 (류경 정주영체육관) : 새해 경축공연으로 공훈국가합창단과의 합동공연. 공연의상은 2017년 12월 29일의 공연과 동일한 흰색의 인민군 정복 상의와 올리브색 스커트, 부츠. 연주자들은 현악3중주로 전기 바이올린 선우향희·홍수경·이름이 알려지지 않은 전기첼로 연주자, 기타 조경희, 베이스 전혜련, 신디사이저 리희경, 피아노 김정미, 색소폰 최정임, 역시 이름이 알려지지 않은 드럼 연주자로 구성되었으며 이 라인업은 2017년 9월 13일 첫 지방순회공연부터 시작되어 새해 공연까지 계속 동일하게 유지되고 있다. 가수들 또한 마찬가지로 지난 9월이래 김유경-류진아-박미경-정수향-조국향-김옥주 6인의 같은 구성을 보여주고 있다. 
'바다만풍가', '벼가을하러 갈 때', '황금산타령', '흥하는 내 나라' 등 민요풍의 노래가 4곡이나 불렸는데, 배인교 교수는 그의 논문 〈선군시대 북한의 민족적 감성: 2000년대 '조선예술'에 수록된 민요풍 노래를 중심으로〉(한국민요학 논문 제41집, 2014)에서 선군시대 북한의 민요풍 노래에는 당시의 시대상을 반영하지 않은, 혹은 사회주의 국가의 '현실' 주제가 아닌 미래에 대한 낙관만을 제시하는 기능이 강조되었으며, 작곡가들은 당이 요구하는 혁명적 낙관주의를 보여 줄 수 있는 장르로 민요풍의 노래를 선택한 것으로 보인다고 설명하였다.[82] 또한 세계명곡묶음이 공훈국가합창단에 의해 연주되었다. 모란봉악단의 연주진들은 1시간 30여 분의 공연 동안 불과 6곡만 연주하는 이례적인 모습을 보여주었으며 대다수의 연주는 공훈국가합창단 관현악단에 의하여 이루어졌다.
- 2월 8일 (류경 정주영체육관)** : 조선인민군 창건70주년 경축 공훈국가합창단, 왕재산예술단과의 합동 음악무용 종합공연. 해당 공연은 TV 녹화중계가 이루어지지 않았을 뿐 아니라 이례적으로 조선중앙TV의 뉴스에서도 짧은 동영상조차 보도되지 않았다. 또한 조선중앙통신 역시 짤막한 내용으로 보도하면서 저해상도 사진 단 1장 만을 공개하는 것에 그쳤다. 이것은 모란봉악단과 공훈국가합창단의 합동공연을 보도하는데 있어 지금까지와는 다른, 전례없는 모습이었다. 이것은 2018년 평창 동계 올림픽과 관련하여 북측이 전반적으로 로우키(low-key)를 유지하려는 것으로 보인다.
- 4월 14일 (노동당 중앙위원회 청사)** : 중국공산당 중앙위원회 대외연락부장이 인솔하는 중국예술단방문 환영연회 공연. 삼지연관현악단의 공연에 모란봉악단의 가수들인 김유경·김설미·류진아·박미경 등이 한복을 입고 출연하였는데, 모란봉악단의 가수들이 공연의상으로 한복을 입은 것은 2012년 7월 데뷔공연을 제외하고 처음이었다.

† 전체 공연 실황이 TV로 녹화 방송되지 않은 것은 다시 말해 공개되지 않은 공연은 공연 장소 옆에 ** 표시를 하였다.

## 악단의 여러 모습들

### 차영미의 기고문에서
2012년 첫 공연을 한 이후 단원들의 이름과 공연 동영상을 제외한다면 모란봉악단에 대하여 알려진 것은 거의 없었다. 그러나 2014년 5월 제9차 전국예술인대회를 가지면서 단원들과 악단 지도부의 노동신문 기고문은 모란봉악단에 대하여 훨씬 더 상세한 내용들을 외부세계에 알려지게 하였다. 그들의 기고문을 관통하는 일관된 주제는 "나뭇잎을 타고 강을 건너고 솔방울로 수류탄을 만든다"는 식의 이른바 지도자에 대한 신격화 그리고 일방적인 찬양이지만 그러한 내용들은 빼고 그들의 악단생활 한 단면을 볼 수 있는 부분을 여기에 소개하는데 문화어 그대로 인용하였다.

| “ | 몇년전까지만 해도 나어린 음악소녀에 불과했던 제가 오늘과 같이 예술인대회의 높은 연단에 서게 되리라고는 꿈에서조차 상상해본적이 없었습니다. 이제 겨우 20대 초엽,드넓은 음악전선의 나어린 신입병사와도 같은 저를 일류급악단의 바이올린연주가로 키워주신 따사로운 사랑에 대하여 되새겨볼 때마다 솟구쳐오르는 감사의 정으로 목메이군 합니다. 동지들은 아마 기백있고 열정적인 연주,째인 안삼블,률동적인 대형변화 등으로 사람들을 황홀한 음악세계에 빠져들게 하는 저희들의 공연을 보면서 모란봉악단 배우들은 악단에 오기전부터 저런 독특한 기량을 소유하고있은것으로 생각할수도 있을것입니다. 그러나 결코 그런것은 아닙니다. 오히려 기량수준과 배우생활 경험같은것이 대단히 어린 음악계의 초학도들이였습니다. 돌이켜보면 지금도 얼굴이 붉어지군 합니다. 서로 다른 곳에서 모여오다나니 마음의 안삼블을 맞추지 못하고 자기만 자기라고 하던 일을 생각해보아도 그렇고 높은 수준에서 편곡된 악보를 도저히 연주할수가 없어 저도 모르게 당황해지던 일을 되새겨보아도 금시 얼굴이 달아오릅니다. 그러나 우리 악단의 연주가들이 정말로 얼굴을 붉히지 않으면 안되였을 때는 자신들이 진정한 음악이 무엇인가를 전혀 모르고있다는 사실을 깨달았을 때였습니다. | ” |

| “ | 열백밤을 패고패여도 자꾸만 시간이 모자라는것만 같아 하루에 2~3시간밖에 못자면서 기량훈련을 하고 공연준비를 완성하였습니다. 생손앓이를 하면서 바이올린을 잡았고 끝이 째져 피가 흐르는 손가락으로도 신세사이자의 건반을 짚었으며 활대를 든 채로 잠들 정도로 피곤이 몰린 속에서도 잠간 차례진 휴식시간마저 소설책을 읽고 음악감상을 하는데 바쳤습니다. 공장,기업소들을 비롯한 현실에 나가 시대의 벅찬 숨결을 실지로 느끼기도 하였습니다. 경애하는 원수님을 몸가까이 모시고 그이와 함께 웃어도 보고 그이와 함께 울기도 하며 인민의 사랑을 받는 연주가로 성장해온 나날은 평범한 사람이 일생을 살아도 가질수 없는 귀중한 인생의 체험을 받아안는 영광의 시간들이였습니다. | ” |

| “ | 우리의 방마다에 써붙인 "절대로 자만해서는 안된다"는 구호를 생활과 연주의 좌우명으로 삼고 보다 높은 목표를 세우고 지금보다 더 시간을 아껴 비약하자는 것이 저희들의 한결같은 심정이며 각오입니다. -이하 중략 - 저는 바이올린을 혁명의 총대처럼 억세게 비껴들고 인생의 마지막활을 긋는 순간까지 위대한 시대 음악예술혁명의 제1바이올린수로 삶을 빛내여 나가겠다는것을 굳게 결의합니다. | ” |

### 단원들의 계급(군사칭호)

조선인민군 륙군대위 견장

조선인민군 륙군상위 견장

조선인민군 륙군중위 견장

조선인민군 륙군소위 견장

모란봉악단 단원들이 최초로 군사 제복을 입은 모습을 보여준 것은 첫 공연 3주 후인 2012년 7월 28일의 7.27 전승절 공연이었다. 올리브색 투톤 컬러의 상의와 스커트 차림으로 무대에 오른 단원들은 모두 위관급 군관 계급장을 어깨에 달고 있었는데 모두 작은 별 하나의 소위였으며 악장인 선우향희와 가수 김유경은 작은 별 4개가 반짝이는 대위 계급이었다. 그러나 2013년 2월 1일 노동당 제4차 세포비서대회 참가자들을 위한 조선인민군공훈국가합창단과의 첫 합동공연에서 가수 김유경의 계급은 대위에서 소위로 3계급이나 떨어졌으며 반면 가수 김설미는 소위에서 상위로 2계급이나 오른 모습을 보여주었다.
안드레이 란코프 국민대 교수는 북한군 고위장성에서 이러한 급작스러운 계급의 진급과 강등에 대하여 설명하였는데 김정은은 군부 주요 인사들의 계급장 별을 뗐다가 붙이기를 반복하면서 롤러코스터식의 길들이기를 해오고 있다는 것이다. 그 예로 박정천 인민군 총참모부 부참모장 겸 화력지휘국장은 처음에 소장(별1개)으로 등장하여 상장(별3개)까지 진급하였으나 이후 중장(별2개), 다시 상장(별3개), 소장(별1개) 등으로 진급과 강등을 반복하다 한때 영관급인 대좌까지 떨어진 적도 있었으며 다시 상장까지 올라가기도 하였다. 가수 김유경은 이와 비슷하게 2012년 7월 28일 처음 대위(작은별4개)로 등장하여 2013년 2월 1일 소위(작은별1개)로 강등되었다가 2015년 10월 대위로 뛰어오른 모습을 보여주었으나 2016년 12월에는 다시 소위 계급으로 무대에 나타났다.
2015년 10월 25일 노동신문은 조선인민군 최고사령관 명령(2015년 10월 24일 평양)이라는 제목으로 "공훈국가합창단과 모란봉악단의 지휘성원들과 창작가, 예술인들의 군사칭호를 올려줄데 대하여"라는 기사를 실었다. 군사칭호는 계급의 북한식 표현인데 기사에 의한다면 공훈국가합창단의 지휘자 장룡식은 륙군중장으로 진급하였으며, 또한 군사칭호가 올라간 다시 말해 계급이 진급한 공훈국가합창단·모란봉악단의 단원들은 륙군소좌 리설란, 륙군대위 김향순·리희경·김유경, 륙군중위 전혜련·유은정·최정임·홍수경·조경희·김정미·한순정·김은하·류진아·박미경·리수경·박선향·김효심·조국향·오수연 등이 있었다.
그러나 불과 일 년 전의 최고사령관 진급 명령을 무색하게 2016년 12월 28일 공연에서는 중견가수인 륙군중좌 리옥화를 제외하고 단원들 모두는 다시 소위 계급으로 무대에 나타났다. 늘 변함없는 계급을 보여주고 있었던 유일한 단원은 선우향희였다. 악장이었던 선우향희는 당 선전선동 부서의 선택으로부터 차츰 멀어지는 중에도, 처음부터 그리고 3년의 공백기를 갖기 바로 전 2014년 9월의 무대까지 작은별 4개 대위 계급을 줄곧 지키고 있었다. 그러나 2017년 7월 9일의 공연에서 선우향희를 포함한 단원 모두는 작은별 하나 소위 계급으로 통일되어 무대에 오르게 된다.

### 카메라 따돌림
한편 계급의 강등뿐만 아니라 공연에 따라서는 카메라의 따돌림도 존재하는데 어떤 경우에도 특정 단원의 클로즈 샷은 보여주지 않는다는 것이다. 대위에서 소위로 3계급이나 강등되었던 가수 김유경은 무대에 따라 한때 카메라 따돌림의 대상으로 충분히 의심되기도 하였다. 모란봉악단 디스코그라피 사이트의 페카 코르호넨 교수는 2013년 10월 10일 노동당 창건 68주년 기념공연에서 가수 김유경과 박미경은 의도적인 카메라 따돌림의 대상이었으며 마치 실재하지 않는 보이지 않는 가수 같다고 지적하였다. 또한 페카 코르호넨 교수에 의하면 이러한 점에서 북한의 방송시스템은 무척 솔직하다고 표현할 수 있는데 정확히 무엇이 문제인가를 설명해주지 않으면서 그럼에도 불구하고 의도적으로 누구를 보여주고 누구를 분명하게 보여주지 않는다는 것이다. 김유경은 몇 차례의 공연 무대에서 독창 혹은 중창 심지어는 세 사람이 부르는 노래에도 참여하지 못했으며 고작 5중창 혹은 6중창 무대가 전부였다. 그뿐만 아니라 무대의 중심부에서 밀려나 배치되고 그리하여 카메라의 포커스로부터 더욱 멀어지게 되었다. 페카 코르호넨 교수는 분명히 김유경도 그 자신이 어떤 취급을 받고 있는지 알고있다는 것에는 의심의 여지가 없다고 설명하였다.
김유경에 대한 카메라 따돌림은 2년 만인 2015년 10월 11일 노동당 창건 70주년 경축공연에서 비로소 사라지게 된다. 이 공연에서 김유경은 풀 화면으로 혼자 카메라에 잡히기도 하였으며 조국향과 듀오로 노래를 부르기도 하였다. 이후 김유경은 2015년 10월 24일 공식적인 '조선인민군 최고사령관의 명령'에 의하여 대위로 다시 계급이 복귀되었으며 드디어는 모란봉악단에서 세 번째로 공훈배우 칭호를 받게 된다. 2016년 2월 그리고 5월의 공연에서 김유경의 어깨에는 작은 별 4개가 반짝이고 있었다.
카메라의 특정 단원에 대한 따돌림은 공연에 따라서 시기에 따라서 다양한 변화를 보여주기도 하는데 한 예를 든다면 2014년 5월 19일 제9차 전국예술인대회 참가자들을 위한 축하공연 무대에서의 '세계명곡묶음 경음악' 연주를 꼽을 수 있다. 이 공연에서 악장이자 제1바이올린 선우향희는 무대에 오르지 못했으며 현악 파트는 제1바이올린 차영미, 제2바이올린 홍수경, 첼로 유은정으로 구성되었다. 기나긴 17분 22초의 세계명곡묶음 연주시간 동안 제1바이올린 차영미는 무려 50여 회 이상, 첼로 유은정은 20여 회 이상의 단독 화면 샷이 방송되었으나 이와는 대조적으로 제2바이올린 홍수경은 단 한 번도 혼자서의 단독 화면이 카메라에 잡히지 않았는데 이 정도라면 의도적인 카메라 따돌림이라고 판단할 수 있을 것이다. 구석에 위치한 피아노 연주자도 아니고 무대 전면에 위치한 현악 3중주단의 한 연주자에게 보여주는 이러한 따돌림은 사실 금방 표가 나는 행동이기도 하다.
또한, 현장의 무대 좌우에 설치된 대형 화면에서는 제2바이올린 홍수경을 화면 가득 단독으로 잡은 영상이 나오기도 했던 것으로 보아 TV 방송에서의 이러한 카메라 따돌림은 현장 차원의 판단이 아닌 보다 고도화된 윗선의 결정이라고 생각할 수 있다. 이러한 카메라 따돌림 덕분에 유튜브의 해당 영상에는 재미있는 댓글들도 있었는데 제2바이올린 연주자를 차영미의 쌍둥이 자매로 생각한다는 것이다. 제1바이올린 차영미와 제2바이올린 홍수경은 가끔 서로 위치를 바꾸기도 하였는데 화면에서는 차영미만 계속 나타나므로 아마도 이것에 기인하는 착각으로 보인다. 이러한 카메라 따돌림은 폐쇄적인 북한 사회의 공연무대 뒤에서 어떤 일들이 진행되고 있는가를 단편적으로나마 알려준다 할 수 있다.

### 다른 여러 가지들
단원들은 다양한 디자인의 팔찌와 귀걸이 또는 목걸이를 착용하였으나 기혼자로 보이기에 의심치 않는 중견가수 리옥화(2014년 9월 3일 공연에서)와 다시 복귀한 선우향희(2017년 7월 9일 공연에서)를 제외하면 그 누구도 반지를 끼지 않았다. 또한 그 누구도 손톱을 기르거나 매니큐어를 칠하지는 않았는데 이러한 점에서 그들은 일하는 '녀성'인 것이다. 초기 공연의상이 드레스이었을 때는 화려한 목걸이를 한 단원도 있었으나 군사 제복으로 바뀌면서 간소한 목걸이들로 대치되었다.

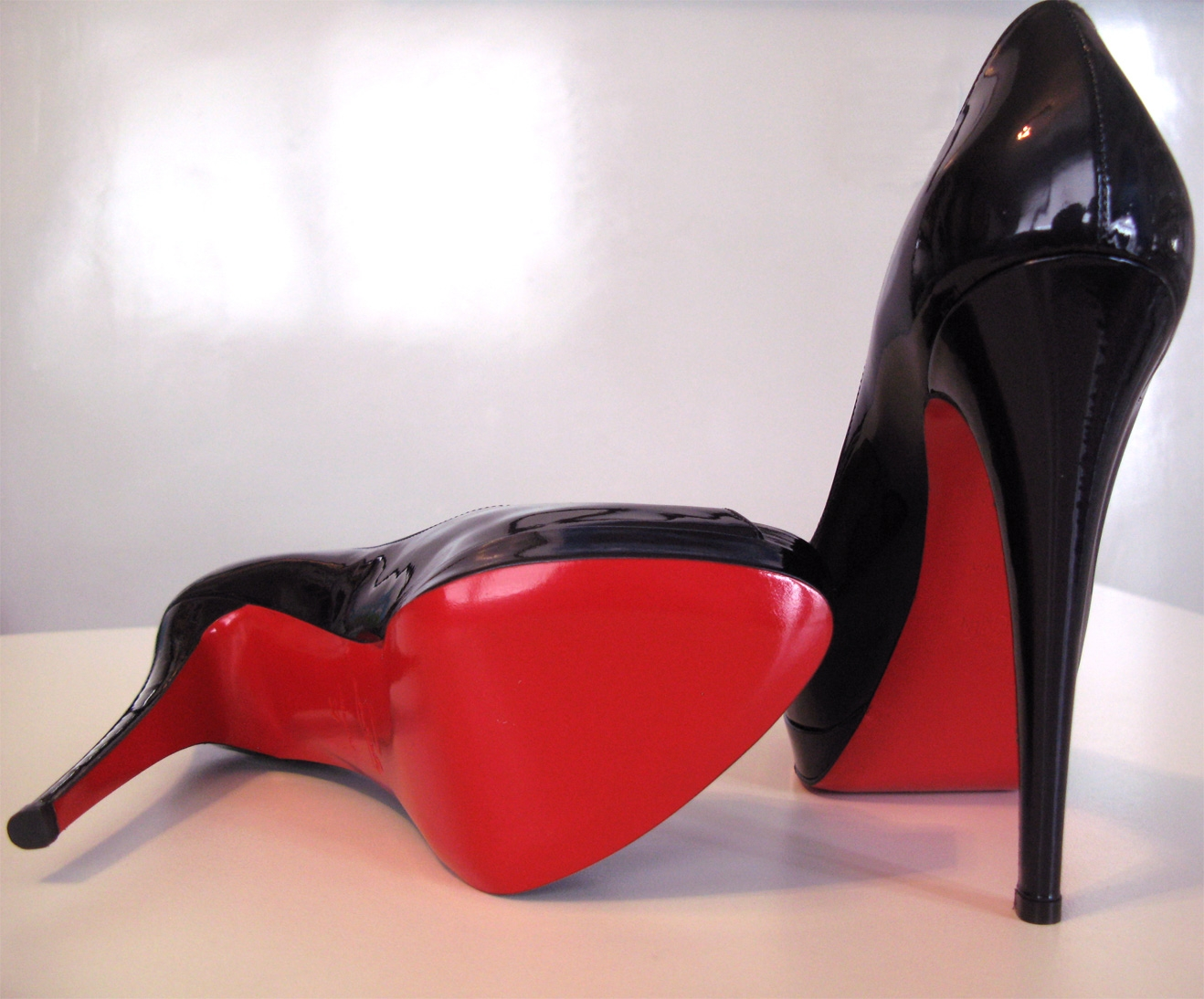
힐 바닥의 빨간색이 특징인 크리스찬 루부탱(Christian Louboutin) 하이힐.

처음에 연주자들은 다양한 디자인의 하이힐 샌들을, 가수들 역시 다양한 생김새의 검은색 오픈토 하이힐을 신었다. 그리고 얼마 후 공연에서는 연주자 가수 모두 흰색 하이힐로 통일되는 모습을 보여주었다. 모란봉악단의 단원들은 특히 힐 바닥이 빨간색인 크리스찬 루부탱(Christian Louboutin) 스타일의 고급 구두로 생각되는 하이힐을 신기도 하였다. 모란봉악단은 스타일에 있어서는 부르주아인 것이다. 2012년 9월 미연방법원은 빨간 밑창의, 즉 '레드 솔'(red soles) 크리스찬 루부탱 구두는 식별력이 있는 상표로 권리를 보호받을 수 있다고 판단 내리기도 하였다. 즉, 힐 바닥이 빨간 색인 구두는, 구두 전체가 빨간 색이 아닌 이상 크리스찬 루부탱만 만들 수 있다는 것이었다.
단원들은 군사 제복을 입었으나 관객들에게 답례할 때는 처음에 허리를 굽혀 인사하였으며 거수경례로 인사하기 시작한 것은 흰색 인민군 정복을 입기 시작한 2012년 10월 10일의 당 창건 67주년 경축공연이 최초였다. 하지만 20여 일 후의 다른 공연, 김일성군사종합대학 창립60주년 기념공연에서는 인민군 정복 차림임에도 경례가 아닌 허리를 굽혀 답례인사를 하였다. 2012년 10월 10일 공연의 시작에서 단원들의 이름과 사진을 무대의 대형 스크린에서 소개하는 방식이 처음 도입되었으며 이는 2013년 8월의 무대까지 지속되었다.  물론 첫 소개는 늘 그러하듯 악장 선우향희이었으며 가수들 시작은 김유경으로 시작되었으나 김유경이 대위에서 소위로 강등된 이후에는 김설미 그리고 류진아가 가수들 첫 순번으로 소개되었다.
이선애의 연구논문에 의한다면, 모란봉악단의 공연에서 가장 많이 불린 노래는 2010년에 창작된 '당을 노래하노라'와 1950년에 창작된 전시가요 '진군 또 진군'이었다. 김일성 훈장을 수여받은 바 있는 차영도의 시에 황진영이 곡을 붙인 '당을 노래하노라'와 '진군 또 진군' 노래는 첫 시범공연에서 2014년 5월 공연까지 21회의 공연에서 아홉 번을 등장했으며 두 노래는 60년이라는 오랜 세월의 틈을 뛰어넘으며 가장 많이 불렸다고 한다. 그리고 공연이 횟수를 거듭하면서 김정은을 찬양하는 노래들이 많이 나오고 있으며 이른바 '김정은 노래'가 가장 많이 불릴 노래, 앞으로 그 자리에 오를 것임은 명백해 보인다.
강동완·박정란 교수는 논문 〈김정은 시대 북한사회 변화와 전망: 공연 분석을 중심으로〉에서 김정은의 국가정책 목표인 경제-핵무기 건설 병진노선의 내용이나 김정은의 개인 우상화를 위해 새롭게 만들어진 노래 등은 모두 모란봉악단 공연을 통해서 북한 주민들에게 선전되고 있고 따라서 모란봉악단은 최소한 김정은 시대를 읽을 수 있는 여러 요인 중 하나라는 점에서 의미를 부여할 수 있으며 이 악단이 갖는 위상을 고려할 때 앞으로 지속적인 연구대상화가 필요할 것으로 본다고 분석하였다.

## 같이 보기
- 공훈국가합창단
- 만수대예술단
- 왕재산예술단
- 보천보전자악단
- 은하수관현악단
- 청봉악단
- 삼지연관현악단
- 국무위원회연주단